# روابط ایالات متحده آمریکا و ایران
روابط ایالات متحده آمریکا و ایران از اواسط قرن نوزدهم میلادی آغاز شد. این روابط از سال ۱۸۹۹ میلادی تا انقلاب ۱۳۵۷ در بهمن ماه سال ۱۳۵۷ (مصادف با ۱۱ فوریه ۱۹۷۹ میلادی) برقرار بود. پس از انقلاب اسلامی ایران، دو کشور در چند مورد محدود روابط سیاسی و نظامی محرمانه‌ای با یکدیگر برقرار نموده بودند (ماجرای مک‌فارلین، کمک به یورش نظامیان آمریکایی از شمال افغانستان به مواضع طالبان توسط نیروهای سپاه و …) ولی در عین حال مناسبات رسمی با یکدیگر نداشتند تا ۷ خرداد ۱۳۸۷ که شروع ۳ دور مذاکرات فرستادگان ایران و آمریکا در بغداد بر سر برقراری صلح در عراق بود که به دلیل اختلاف نظرهای شدید دوطرف، مذاکرات ناکام باقی ماند. از آن زمان در خلال چند دور سفرهای محمود احمدی‌نژاد، رئیس‌جمهور دولت نهم و دهم ایران به سازمان ملل متحد، وی پیشنهادهایی برای مذاکره مستقیم با دولت آمریکا مطرح نموده بود که با مخالفت‌هایی از جانب مقامات حکومت ایران و نیز سکوت دولتمردان آمریکایی همراه بود. اوج شکل‌گیری مذاکرات دو جانبه ایران و آمریکا، پس از روی کار آمدن دولت یازدهم به ریاست حسن روحانی بر سر پرونده هسته‌ای ایران آغاز شد. مذاکراتی که به صورت مستمر نزدیک دو سال ادامه داشت و در نهایت به انعقاد برنامه جامع اقدام مشترک (برجام) انجامید. انعقاد این توافق، بالاترین سطح روابط دیپلماتیک ایران و آمریکا پس از انقلاب اسلامی ایران محسوب می‌شود، با این حال حضور ایالات متحده در این توافق موقت بود و دونالد ترامپ رئیس‌جمهور آمریکا در ۸ مه ۲۰۱۸ به‌طور یکجانبه از برجام خارج شد. روابط این دو کشور تا پایان ریاست جمهوری دونالد ترامپ بحرانی بود و برخی از تحلیلگران از احتمال وقوع جنگ خبر می‌دادند.

## از آغاز تا جنگ جهانی دوم

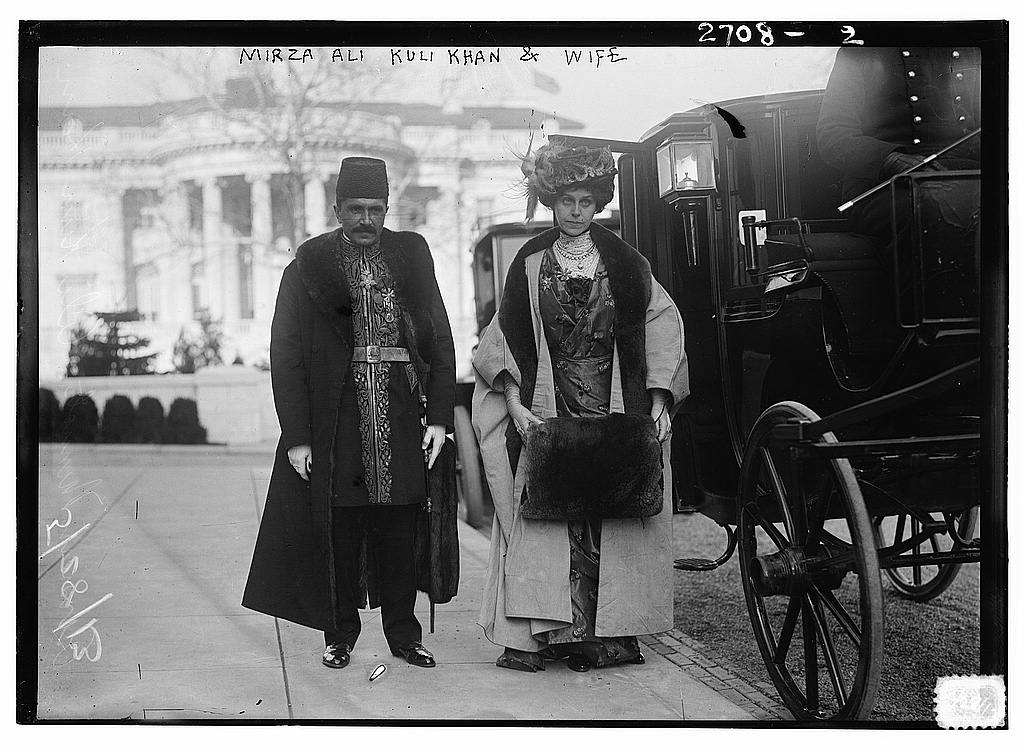
میرزا علی قلی خان شارژ دافر ایران در واشینگتن به همراه همسرش، ۱۹۱۳

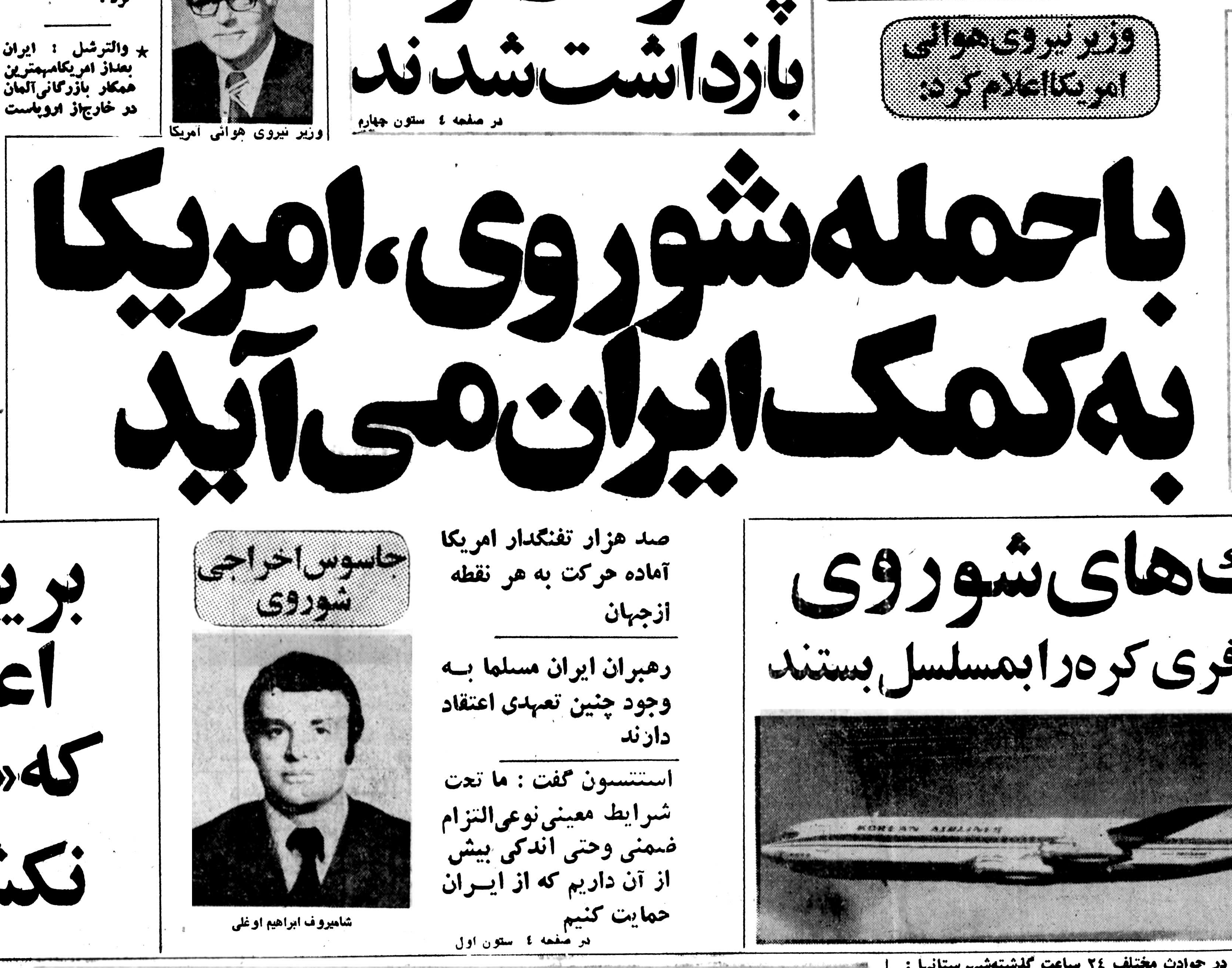
کمک نظامی آمریکا در صورت حمله شوروی به ایران

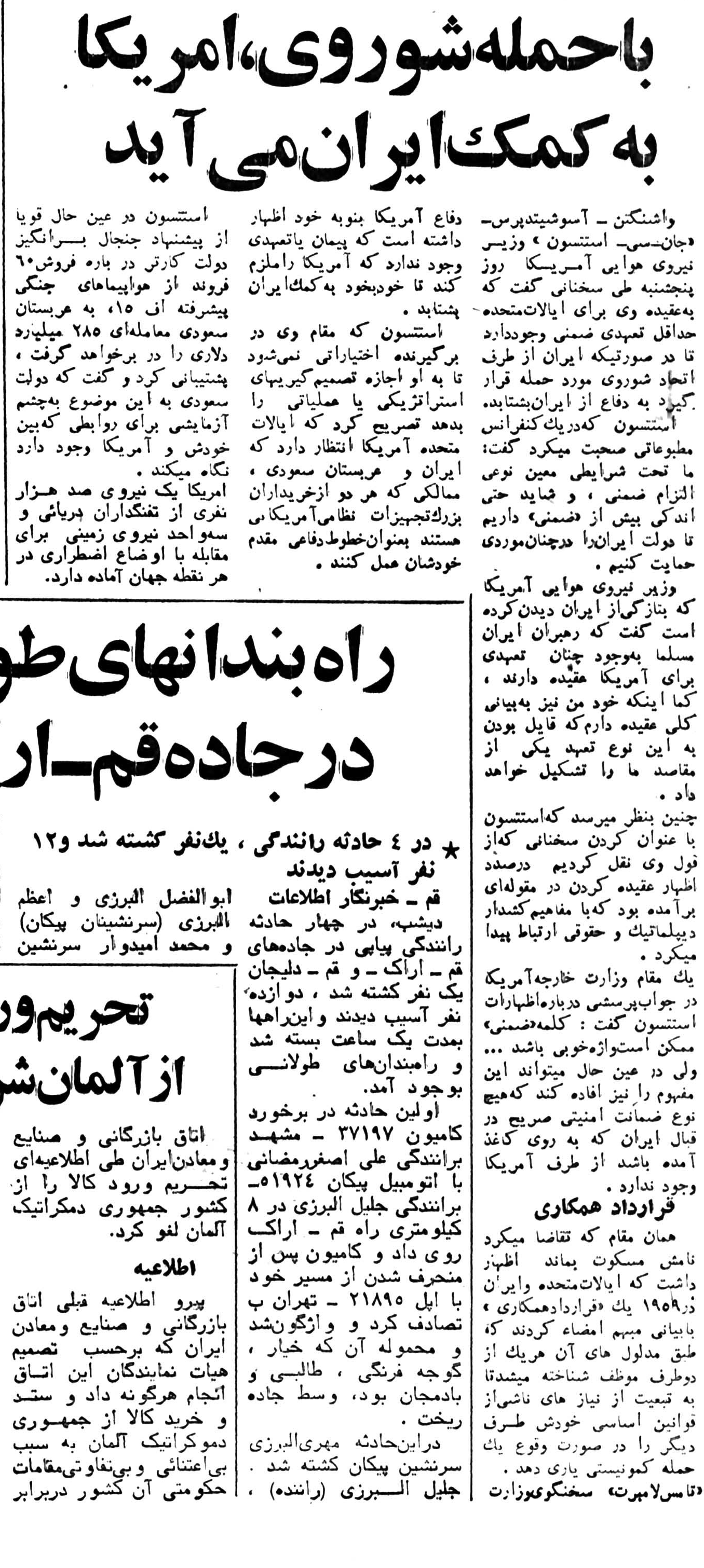
کمک نظامی آمریکا در صورت حمله شوروی به ایران

اولین بار در کتابی با نام «تحفةالعالم» که نواده دختری ابوالقاسم میرفندرسکی در سال ۱۱۰۷ یعنی سال دوم سلطنت شاه سلطان حسین و ۲۰۲ سال پس از کشف آمریکا نوشته، از اجناس آمریکایی چون فرش‌ها و لباس‌های ینگی دنیا ذکری به میان آمده است. ینگی دنیا و ینگه دنیا نامی بود به زبان ترکی عثمانی به معنای «دنیای جدید» که برای اشاره به آمریکا به‌کار می‌رفت. کتاب تحفةالعالم در بیان صفت جود و سخاوت در شاه سلطان حسین آورده است:
جود و سخا و تکثیر نوال و عطا که حرکت دست سخایش در بذل عطا از امواج دریا افزون و بارش سحاب احسان وجودش چون ابر نیسان از شمار بیرون است. از خلعت‌های زربفت ینگی دنیا و دیبای روم و چین و تاج و طومارهای مرصّع به لآلی و جواهر ثمین و اسبان تازی نژاد با زین مرصّع و لجام طلا و سراپرده‌های ظهاره اطلس بطانه دیبا و امتعه و اقمشه نفیسه هند و ختا و فرنگ و اسلحه نادره و تحفه روز هیجا و جنگ از جزایری و تفنگ و کمان و شمشیر و زوبین و سنان و قدّاره و سپر و دشنه و خنجر و کلنگ و تبر و عمود و شمشیر و خُود و چهار آینه و زره‌های داودی صنعت و برگستوان‌های در کمال جودت و گرانی قیمت به اعزّه و شرفا و اهل آن و امرا و متجنّده و سپاهیان چندان بخشیده، که اگر قیمت آن‌ها را بر ایام تقسیم نمایند، از ابتدای جلوس بر تخت سلطنت عظمی و خلافت کبری تا حال که یازده ماه است، هر بخشش روزی از هزار هزار تومان متجاوز می‌شود، سوای آنچه بی طلب به اهل فقر و مسکنت و احتیاج داده و سوای آنچه در برابر طلب و خواهش و سؤال سؤّال مبذول افتاده تا به امروز مسموع نشده که کسی از آن اعلی حضرت چیزی طلب کرده و او نداده باشد یا استدعای مبلغ خطیری یا شیء عظیمی کرده و مبذول نیفتاده باشد.
در نوشته‌های قدیم در فارسی به ایالات متحده آمریکا اتازونی گفته می‌شد که برگرفته از واژهٔ فرانسوی États-Unis، به معنای ایالت‌های متحد است.
بر پایه اسناد، جاستین پرکینز اولین آمریکایی است که در تاریخ به ایران پای گذارد. از سوی دیگر، نخستین ایرانی که رسماً تابعیت ایالات متحده آمریکا را پذیرفت میرزا محمد علی حاج سیاح بود که در انقلاب مشروطیت نیز شرکت داشت.
در ژوئن ۱۸۸۳ (۱۳۰۰ هجری قمری) آمریکا اقدام به تأسیس کنسولگری در ایران کرد و دیپلمات ارشدی به نام ساموئل گرین بنجامین به تهران فرستاد. دولت ایران هم نخست در سال ۱۸۵۶ میرزا ابوالحسن شیرازی، و سپس در اکتبر ۱۸۸۸ میلادی (۱۳۰۶ هجری قمری) حاج حسینقلی خان صدرالسلطنه، فرزند میرزا آقاخان نوری را به عنوان نماینده رسمی به آمریکا فرستاد. وی به نام حاجی واشینگتن در تاریخ ایران ماندگار شده است.
در سال ۱۹۳۶ میلادی (دوره پادشاهی رضاشاه) روابط ایران و آمریکا در نتیجه دستگیری سفیر ایران در واشینگتن به دلیل تخلفات رانندگی قطع می‌شود.

## جنگ جهانی دوم
روابط در حد سفیر بین دو کشور در سال ۱۹۴۴ برقرار شد. والاس موری (Wallace Murray) که در سال‌های دهه ۲۰ میلادی کاردار آمریکا در ایران بود، از نخستین سفیران این کشور در ایران شد.
درپی حمله متفقین به ایران در ۳ شهریور ۱۳۲۰ رضاشاه از آمریکایی‌ها کمک خواست اما به دلیلی سردی روابط میان تهران و واشینگتن در خصوص ماجرای وزیر مختار ایران در آمریکا این درخواست مورد توجه فرانکلین روزولت قرار نگرفت. البته در جریان کنفرانس تهران ایالات متحده آمریکا، بریتانیا و اتحاد شوروی استقلال ایران را به رسمیت شناختند.
متفقین برای سروسامان دادن به وضعیت اقتصادی ایران و همچنین تسهیل ارسال کمک به روس‌ها با استخدام مستشاران مالی موافقت کردند. بدین ترتیب باردیگر آرتور میلسپو راهی ایران شد. اما این بار نیز وی نتوانست اقدام اساسی در وضعیت مالی ایران ایجاد کند و در سال ۱۳۲۳ تهران را ترک کرد. ایالات متحده آمریکا در طول جنگ جهانی دوم حدود ۴۵ میلیون دلار در چارچوب قانون وام و اجاره به ایران پرداخت کرد. هم‌زمان برخی از شرکت‌های نفتی آمریکا برای سرمایه‌گذاری در نفت ایران اعلام آمادگی کردند اما از آنجا که درخواست آمریکایی‌ها موجب طرح درخواست‌های مشابه از سوی روس‌ها و انگلیسی‌ها می‌شد دکتر محمد مصدق در مجلس شورای ملی سیاست موازنه منفی برای پرهیز از واگذاری هرگونه امتیاز نفتی به خارجیان تا پایان جنگ جهانی دوم را مطرح کرد.

## زمان شاهنشاه محمدرضا پهلوی

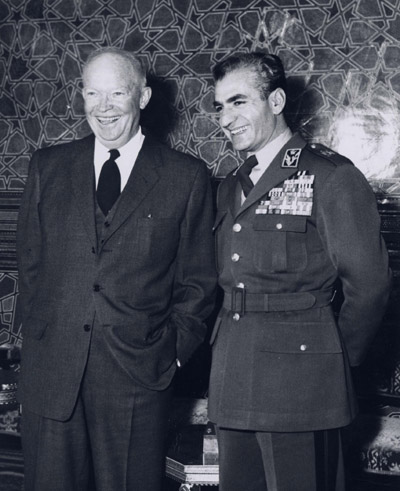
محمدرضا شاه و آیزنهاور

پایان جنگ جهانی دوم ضرورت خروج نیروهای متفقین از ایران را مطرح کرد. استالین به بهانه‌هایی از خروج ارتش سرخ از شمال ایران خودداری کرد. مذاکرات احمد قوام در مسکو بی‌نتیجه ماند و ایران مجبور شد به شورای امنیت سازمان ملل متحد شکایت کند. در واکنش به این اقدام اتحاد شوروی نه تنها به خروج نیروهایش از ایران اقدام نکرد بلکه در آذربایجان و کردستان حکومت‌های دست‌نشانده به وجود آورد. هری ترومن رئیس‌جمهور ایالات متحده آمریکا در ۱ فروردین ۱۳۲۵ (۱۹۴۶) اولتیماتوم داد در صورت خودداری شوروی از خروج نیروهایش از ایران ایالات متحده آمریکا نیز اقدام به بازگرداندن نیروهایش خواهد کرد. نگرانی استالین از برخورد نظامی با آمریکا که در آن زمان تنها کشور دارنده بمب اتمی بود سرانجام شوروی را به خروج از ایران وادار کرد.
هم‌زمان روابط نظامی ایران و آمریکا رو به فزونی گذاشت. در ۳۰ خرداد ۱۳۲۶ یک قرارداد ۱۰ میلیون دلاری فروش سلاح به ایران به امضاء رسید. در ۱۴ مهر ۱۳۲۸ کنگره ایالات متحده آمریکا قانون کمک به دفاع مشترک را به تصویب رساند و مبلغ ۲۷ میلیون دلار کمک نظامی در اختیار ایران قرار داد. در ۴ مرداد ۱۳۲۹ کنگره اصلاحیه‌ای به قانون دفاع مشترک افزود و ایران را از رده کره جنوبی و فیلیپین خارج ساخت و در ردیف ترکیه و یونان قرار داد که مجموع ۱۳۱ میلیون دلار کمک نظامی به این سه کشور اختصاص یافته بود.
در ۷ آذر ۱۳۲۲ خورشیدی یک سرباز آمریکایی در قم در حالت مستی با سلاح به یک مغازه‌دار حمله کرد. در پی این اقدام وزارت خارجه ایران اعتراض‌نامه‌ای را تسلیم سفارت آمریکا در تهران کرد.

### برنامه آمریکا و بریتانیا برای بمباران اتمی ایران

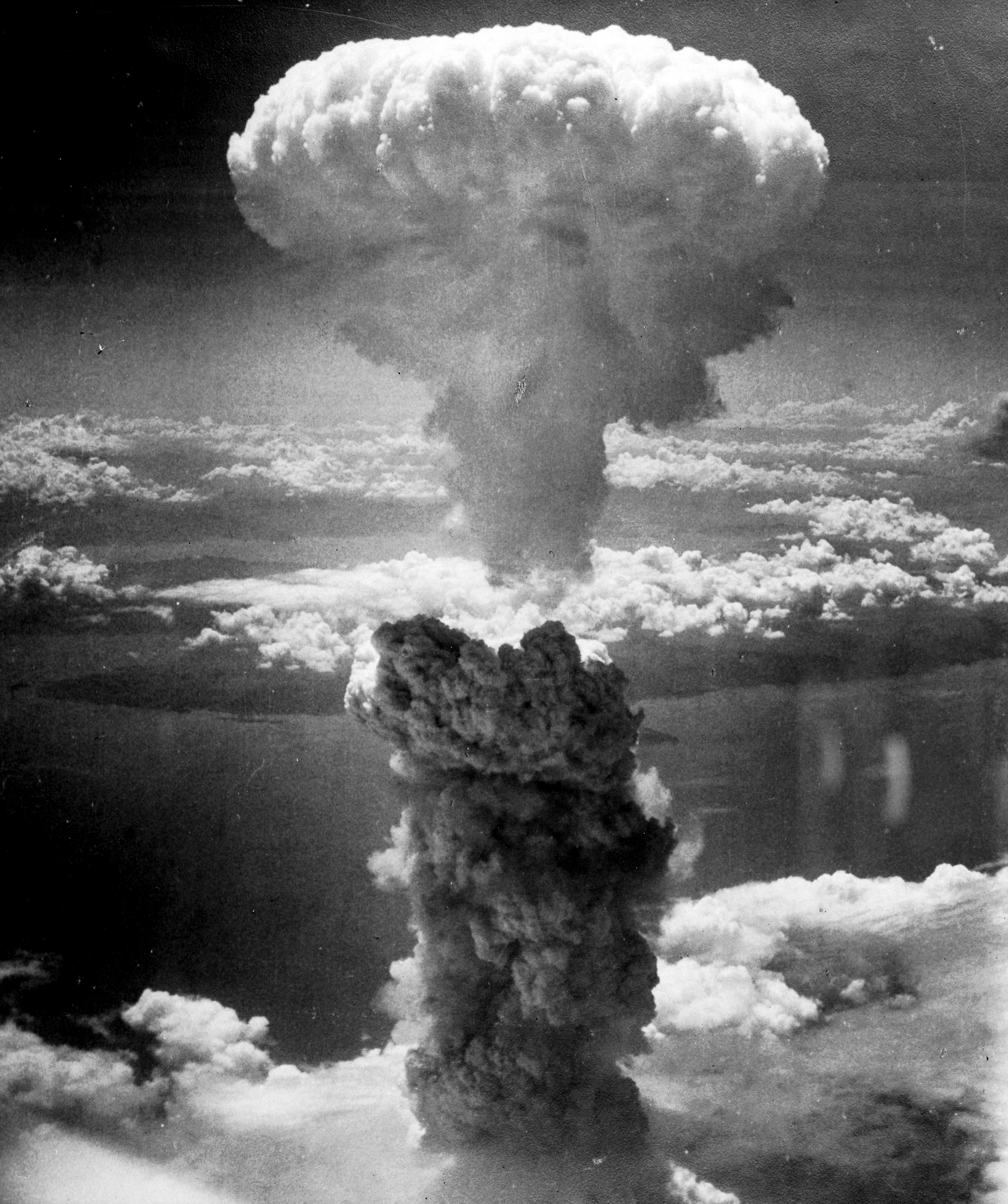
بر اساس یادداشت‌های یک مقام نظامی بریتانیا در ۱۹۵۶ و پس از دیدار با مقامات آمریکا: «در حال حاضر تنها راه ممکن و عملی … حمله اتمی به تأسیسات نفتی ایران توسط آمریکا است.»

بر اساس اسنادی که اشتباهاً توسط کتابخانه ریاست جمهوری هری ترومن در سال ۱۹۹۶ افشا شده و با از طبقه‌بندی خارج شدن اسناد بیشتری در آمریکا و بریتانیا زوایای بیشتری از آن روشن شد، دولت‌های آمریکا و بریتانیا طرحی موسوم به Denial Policy (سیاست انکار) آماده کرده بودند که در صورت احتمال دستیابی شوروی به منابع نفتی خاورمیانه آمریکا و بریتانیا ایران و عربستان را بمباران هسته‌ای کنند. شرکت نفتی ایران -انگلیس و و شرکت نفتی آمریکایی -عربستانی آرامکو در این طرح مشارکت داشتند. نیم قرن بعد آمریکا و انگلیس تحریم‌هایی را علیه ایران به بهانه تلاش برای ساخت تسلیحات هسته‌ای وضع کردند، این طرح در دولت هری ترومن طراحی شد اما در دوران سه رئیس‌جمهور بعدی نیز ادامه داشت.

### ملی شدن صنعت نفت

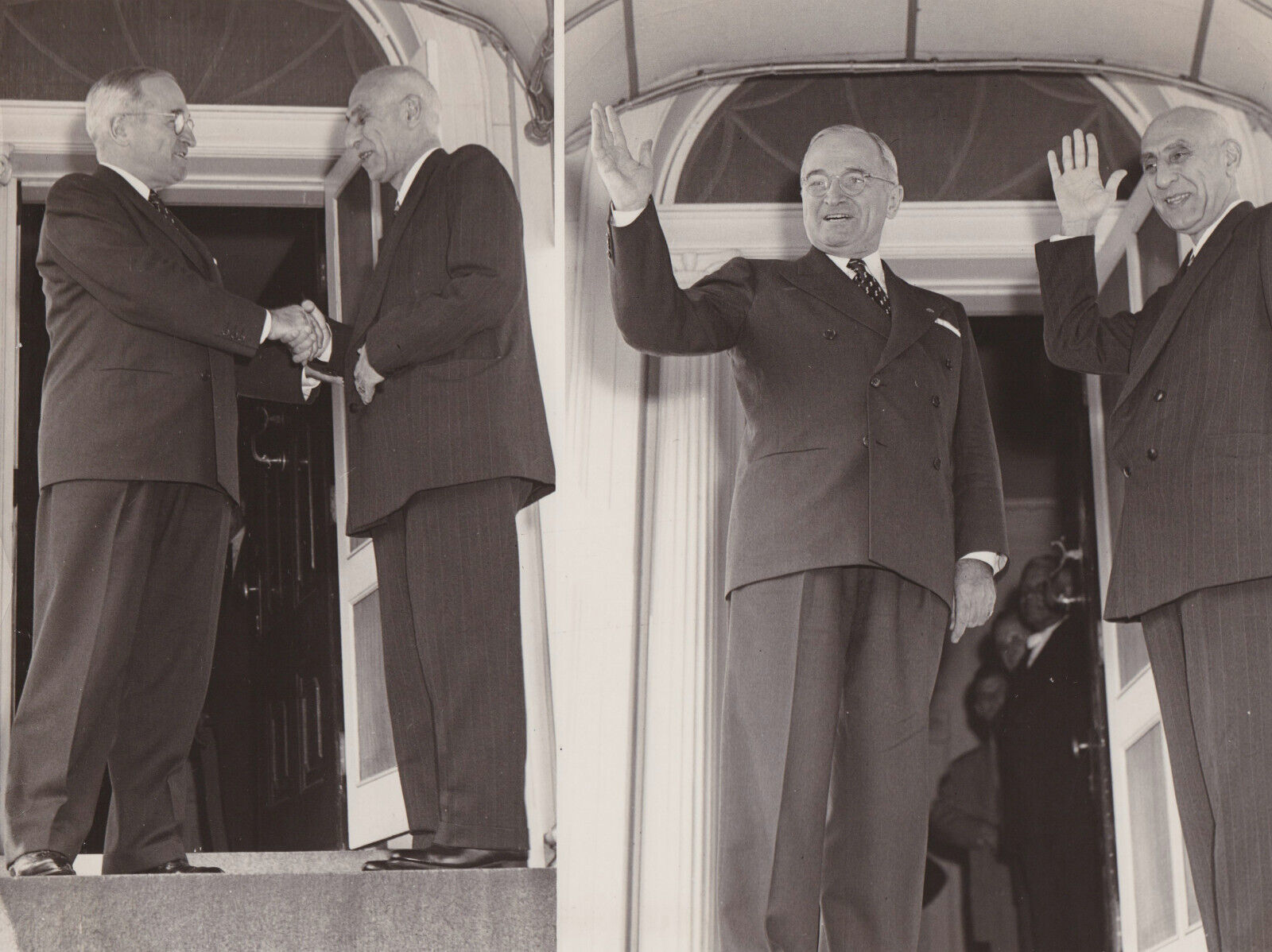
مصدق در کنار هری ترومن رئیس‌جمهور آمریکا

سیاست ایالات متحده آمریکا در طول دوران جنبش ملی شدن صنعت نفت و تشکیل دولت محمد مصدق سه مقطع مشخص را پشت سرگذاشت:
- همراهی با ایران: در این مقطع آمریکایی‌ها از حق ایران برای کسب حقوقش بر مبنای تقسیم ۵۰–۵۰ حمایت کرد. این مرحله با تصویب و اجرای قانون ملی شدن صنعت نفت ایران پایان یافت.
- میانجیگری: با ملی شدن شرکت نفت ایران و انگلیس، احساسات ملی گرایانه در دیگر کشورهای خاورمیانه به ویژه در قبال احتمال ملی شدن شرکت آرامکو، آمریکا را نگران کرد.[نیازمند منبع] به همین دلیل آمریکا با بریتانیا هم قدم شد که از ملی شدن صنعت نفت ایران حمایت نکند اما در عین حال واشینگتن دو طرف ماجرا را به حل اختلافات از طریق گفتگو دعوت کرد.
- همراهی با بریتانیا: با پیروزی چرچیل در بریتانیا و آیزنهاور در آمریکا همسویی دو کشور در برخورد با دولت محمد مصدق شکل گرفت. آمریکایی‌ها مدعی بودند که مماشات در مقابل مصدق نهایت به پیروزی حزب توده و فروافتادن ایران در دامان اتحاد جماهیر شوروی خواهد انجامید. در نتیجه آمریکا از ایده سرنگونی مصدق و بازگشت شاه حمایت کرد.[۱۱] کودتای ۲۸ مرداد ۱۳۳۲ اولین تجربه سیا در سرنگونی یک دولت خارجی به‌شمار می‌آید. این عملیات با هدایت کرمیت روزولت مأمور مخفی سیا به نام عملیات تی.پی. آژاکس به مرحله اجرا گذاشته شد. روزولت در کتاب خود که در دهه ۱۹۷۰ به چاپ رساند نوشت که محمدرضا پهلوی پس از بازگشت از تبعید در کاخ مرمر به وی گفته که سلطنتش را بعد از خدا به آمریکا و شخص روزولت مدیون است.

در ۱۱ خرداد سال ۱۳۳۳ خورشیدی، ۵۶ دانشجوی ایرانی به علت تظاهرات در محوطه کالج توسط پلیس آمریکا بازداشت شدند.
در شصتمین سالگرد کودتای ۲۸ مرداد ۱۳۳۲، آرشیو امنیت ملی آمریکا اسنادی را منتشر کرد که ضمن نشان دادنِ نقش سازمان سیا در رهبری اقدام فوق، آن را بخشی از فعالیت سیاست خارجی آمریکا به‌شمار آورد.
در ۱۹ دی ۱۳۳۲ کمک نظامی آمریکا به ایران برای مدت یک سال دیگر تمدید شد. همچنین در تاریخ ۱۵ اسفند ۱۳۳۲ از طرف دولت آمریکا مبلغ ۶ میلیون دلار اعتبار برای کمک به واردکنندگان کالا در اختیار دولت ایران گذارده شد.

### پس از کودتای ۲۸ مرداد ۱۳۳۲

جیمی کارتر در تهران در سال ۱۳۵۶

آمریکا در دهه ۱۹۵۰ میلادی با تشکیل کنسرسیوم نفت با انگلستان شریک شد. واشینگتن پرداخت وام ۴۵ میلیون دلاری به ایران را تصویب کرد و ریچارد نیکسون معاون رئیس‌جمهور ایالات متحده آمریکا از تهران دیدار کرد. این سفر با سفر شاه از واشینگتن جواب داده شد.
در سال ۱۳۳۶ پیمان مودت ایران و آمریکا به تصویب مجلس شورای ملی رسید.
با ورود جان کندی به کاخ سفید فشار آمریکا بر شاه برای درپیش گرفتن اصلاحات افزایش یافت. شاه در اواخر سال ۱۳۴۱ از واشینگتن دیدار کرد و توانست حمایت کندی را جلب کند. در مراجعت از آمریکا شاه انقلاب سفید به همراه اصول شش‌گانه انقلاب شاه و ملت را به رفراندم گذاشت.
کودتای ۲۸ مرداد تأثیر مهمی بر روابط ایران و آمریکا گذاشت که هنوز آثار آن در روابط دو کشور محسوس است. در ۱۸ مارس سال ۲۰۰۰ میلادی مادلین آلبرایت، وزیر امورخارجه آمریکا در سخنرانی خود گفت:
«در سال ۱۹۵۳ آمریکا نقش مؤثری در ترتیب دادن براندازی نخست‌وزیر محبوب ایران محمد مصدق داشت. دولت آیزنهاور معتقد بود که اقداماتش به دلایل استراتژیک موجه‌اند ولی آن کودتا آشکارا باعث پس‌رفت سیر تکامل سیاسی ایران شد و تعجبی ندارد که هنوز بسیاری از ایرانیان از این دخالت آمریکا در امور داخلی آنان ناراحت‌اند. علاوه براین در ربع قرن بعد از آن ایالات متحده و غرب پیوسته از رژیم شاه حمایت کردند. دولت شاه هرچند کارهای زیادی برای پیشرفت اقتصادی ایران انجام داد ولی مخالفان خود را بی‌رحمانه سرکوب کرد.»
از روابط اطلاعاتی دو کشور در این دوره می‌توان به احداث و فعالیت هفت مرکز جمع‌آوری اطلاعات سازمان سیا در نزدیکی مرز ایران و اتحاد جماهیر شوروی تا زمان انقلاب اسلامی نام برد.
در سال‌های پایانی دهه ۱۹۷۰ میلادی سازمان سیا در چندین گزارش مکرراً تأکید داشته که هیچ نوع حرکت انقلابی یا خیزش مردمی در آینده‌ای نزدیک برای حکومت شاه قابل تصور نخواهد بود.
آرشیو امنیت ملی آمریکا روز ۲۵ دی ۱۳۸۷ (۱۴ ژانویه ۲۰۰۸) اسنادی را پس از ۳۰ سال منتشر کرد که نشان می‌دهد جرالد فورد و جیمی کارتر رؤسای جمهوری وقت آمریکا در این دهه از احتمال دستیابی ایران به بمب اتمی نگران بوده‌اند. اسناد تازه نشان می‌دهد که در جریان مذاکرات اتمی ایران و آمریکا در دهه ۷۰ میلادی، شاه دستیابی ایران به فناوری انرژی هسته‌ای را حق این کشور می‌دانست.

## دوران پس از انقلاب ۱۳۵۷
« ما این قطع رابطه را به فال نیک می‌گیریم چون که این قطع رابطه دلیلی بر قطع امید دولت آمریکا از ایران است. ملت رزمنده ایران این طلیعه پیروزی نهایی را که قدرت سفاکی را وادار به قطع رابطه یعنی خاتمه دادن به چپاولگری‌ها کرده اگر جشن بگیرد حق دارد. »

سید روح‌الله خمینی ۱۹ فروردین ۱۳۵۹

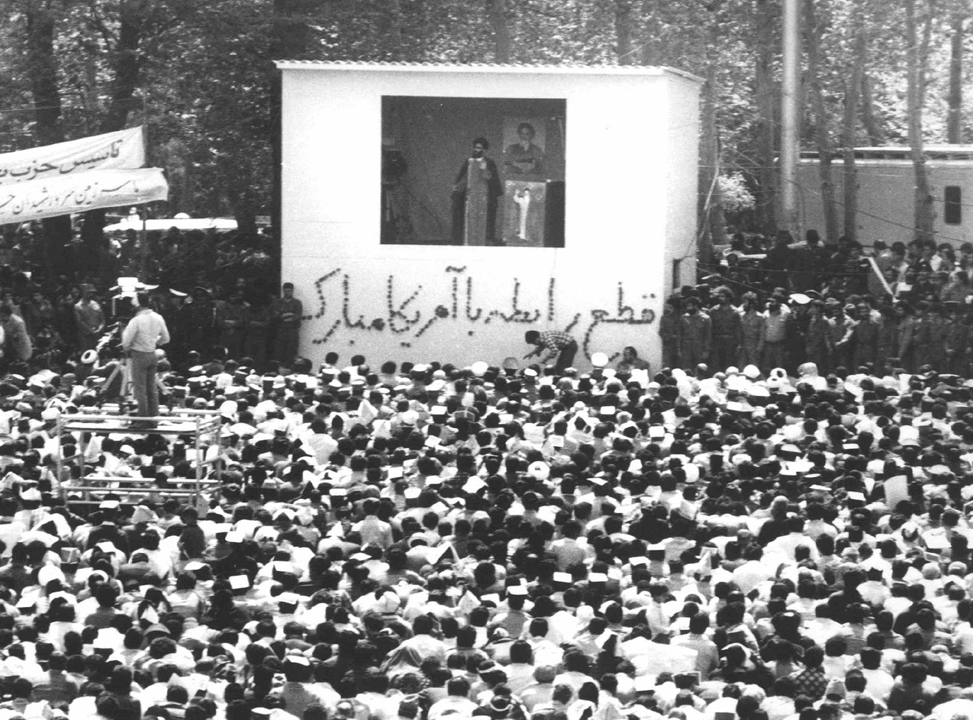
خامنه‌ای در نماز جمعه تهران اردیبهشت ۱۳۵۹

پس از ناامیدی آمریکا از آزادی گروگان‌های سفارت آمریکا از طریق ارتباط با دولت ایران، جیمی کارتر رئیس‌جمهور ایالات متحده در پیامی قطع روابط با ایران را اعلام کرد که این پیام با استقبال خمینی مواجه شد تا جایی که در واکنش به اظهار نگرانی پاپ ژان پل دوم از تیرگی روابط ایران و آمریکا این قطع رابطه را به فال نیک گرفت. از زمان قطع کامل روابط بین ایران و آمریکا در ۱۹ و ۲۰ فروردین ۱۳۵۹، موانع فراوانی احیا و ظاهر شده‌اند که تا به امروز مانع روابط رسمی بین دو کشور حتی با وجود منافع مشترک گردیده‌اند. از آن میان می‌توان به موارد زیر اشاره کرد:
دعاوی از طرف ایران:
- آزادسازی و پرداخت اموال مصادره شدهٔ ایران[۲۸] توسط آمریکا[۲۹]
- حمایت غیررسمی آمریکا از مخالفان جمهوری اسلامی ایران[۳۰][۳۱]
- حضور نظامی آمریکا در عراق و منطقه[۳۲]
- وضع تحریم علیه ایران

دعاوی از طرف آمریکا:
- اختلال و مداخلهٔ ایران در مسئله اعراب و اسرائیل (حمایت از گروه‌هایی همانند حماس[۳۳] و گروه‌های تروریستی دیگر[۳۴])
- به رسمیت نشناختن و تهدید مداوم[۳۵] اسرائیل توسط ایران
- مبارزه با برخی اقلیت‌های مذهبی و سیاسی در ایران (همانند بهائیان، بابیان،[۳۶] و غیره) توسط نظام جمهوری اسلامی ایران.
- ترویج سیاست[۳۷] «مرگ بر آمریکا»[۳۸][۳۹] و ترویج آمریکاستیزی

تصرف سفارت آمریکا آغاز و نقطه شروع وخامت روابط سیاسی ایران و آمریکا شد، و آمریکا به‌دنبال این حرکت ایران، به‌طور کامل تحریم علیه ایران وضع نموده، و سیاست خود را علیه تهران تغییر داد.
دفتر انتشارات اسلامی جامعه مدرسین حوزه علمیه قم کتابی ۱۱ جلدی در سال ۱۳۹۸ تحت عنوان اسناد لانه جاسوسی منتشر کرده است، که ادعا می‌کند شامل اسناد بازیابی شده از سفارت به‌وسیلهٔ دانشجویان است.
رئیس سازمان پژوهش و برنامه‌ریزی آموزشی اعلام کرد هم‌اکنون کار گروهی برای ورود بخش‌هایی از این اسناد به کتاب‌های درسی تشکیل شده است.
با بدتر شدن روابط در طی زمان کار به برخورد نظامی در خلیج فارس در زمان جنگ ایران و عراق کشید و نیروی دریایی آمریکا به‌دنبال حمله ایران به نفتکش‌های کشورهای عربی، کشتی‌های جنگی ایران و سکوی نفتی ساسان را نابود کرد.
انهدام هواپیمای مسافربری پرواز شماره ۶۵۵ ایران ایر بر فراز آسمان خلیج فارس توسط ناو جنگی وینسنس آمریکا، از نقاط اوج فجایع این دوران می‌باشد. اما در همین سالیان تلاش‌هایی برای برقراری روابط نیز انجام شد که با شکست مواجه گردید. ماجرای ایران-کنترا از این نمونه است. در طی این ماجرا ایران با کمک دلالان بین‌المللی اسلحه، مقادیری موشک و قطعات هواپیماهای جنگی خریداری نمود.

### جیمی کارتر

خوشامدگویی کندی به شاه در سفر شاه به آمریکا در سال ۱۳۴۱ خورشیدی

سازمان مجاهدین خلق ایران، خواستار قطع کامل ارتباط با آمریکا و افشای اسامی جاسوسان سیا شد.

پس از سقوط محمدرضا پهلوی در سال ۱۹۷۹، دولت جیمی کارتر سعی کرد تا روابطش را با حکومت جدید اسلامی در تهران بهبود ببخشد. کریس امری در کتاب «روابط خارجی ایالات متحده و انقلاب ایران» (۲۰۱۳) می‌نویسد که در اواسط سال ۱۹۷۹ دولت کارتر طرح مشترک سی‌آی‌ای و وزارت امور خارجه برای تقسیم اطلاعات جاسوسی با ایران را تصویب کرد. کاخ سفید امیدوار بود که اگر اطلاعات فوق‌العاده حساس - همچون وضعیت نظامی عراق و نگرانی آمریکا از اینکه فروپاشی ارتش ایران در پی انقلاب می‌تواند موازنهٔ قدرت در منطقه را برهم بزند - را در اختیار برخی از افراد حکومت جدیدالتأسیس قرار دهد، رابطهٔ جدیدی آغاز خواهد شد و از عناصر معتدل‌تر در ایران حمایت می‌شود. زمانی که این تلاش‌ها در شرف آغاز بودند، در ۴ نوامبر ۱۹۷۹ دانشجویان پیرو خط امام به سفارت آمریکا در تهران حمله کرده و ۵۲ دیپلمات آمریکایی را به مدت ۴۴۴ روز به گروگان گرفتند و به این ترتیب تلاش‌های دولت کارتر ناکام ماند. در پی آن فرمان اجرایی برقراری وضعیت اضطراری ملی در مورد ایران در تاریخ ۱۴ نوامبر ۱۹۷۹ اعلام شد، که به رئیس‌جمهور ایالات متحده این اختیار را می‌دهد که اموال و دارایی‌های ایران را توقیف کند. این فرمان از آن زمان تاکنون هر ساله توسط همه رؤسای جمهور آمریکا تمدید شده است.

## دولت رونالد ریگان
در طول تاریخ روابط ایران و آمریکا پس از انقلاب، گاهی قدم‌هایی برای بهبود روابط دو طرف نیز برداشته شده است که به دلایلی بی‌نتیجه مانده. ماجرای ایران-کنترا را شاید بتوان اولین مورد از این اقدامات دانست.
دولت رونالد ریگان در دههٔ ۱۹۸۰ تلاش کرد تا با ایران که از ۸ سپتامبر ۱۹۸۰ درگیر جنگی سخت با عراق شده بود، رابطه برقرار کند. در سال ۱۹۸۵ دولت ریگان دلواپس دو موضوع مربوط به ایران بود: آزادی آمریکایی‌هایی که توسط شبه‌نظامیان اسلامی لبنان - که تحت حمایت ایران قرار داشتند - به گروگان گرفته شده بودند و دیگر اینکه آمریکا نگران بود در شرایطی که حال جسمی روح‌الله خمینی رو به وخامت بود، هیچ‌گونه امکان نفوذی در این کشور به دست نیاورده بود.
در اواسط سال ۱۹۸۵ مقامات اسرائیلی به آمریکا کمک کردند تا از راه‌های مخفی با افراد معتدل‌تری در درون دولت ایران - از جمله اکبر هاشمی رفسنجانی - ارتباط برقرار کند. در این زمان بود که گزارش کمیسیون تاور از ماجرای ایران - کنترا افشا شد. پس از یک دوره مذاکرات سخت و طولانی در ماه مه ۱۹۸۶ مقامات ارشد آمریکایی از جمله رابرت باد مک‌فارلین، مشاور اسبق امنیت ملی، به ایران سفر کردند تا با جمهوری اسلامی ایران مستقیماً وارد معامله شوند و در قبال آزادی گروگان‌های آمریکایی در لبنان، محموله سلاح در اختیار ایران قرار بدهند.
این عملیات فاجعه‌آمیز بود. دولت ریگان نتوانست آزادی گروگان‌ها را تضمین کند زیرا ایرانی‌ها انتظار نداشتند تا مقامات ارشد آمریکایی به تهران سفر کنند و به این دلیل در نحوهٔ پاسخگویی به درخواست آمریکا دچار تفرقه شدند. نتیجه آنکه آمریکایی‌ها دست خالی تهران را ترک کردند. اوضاع زمانی خراب‌تر شد که تندروهای ایرانی مخالف با برقراری روابط با آمریکا، اطلاعات سفر محرمانهٔ مک‌فارلین به تهران را در اختیار رسانه‌ها قرار دادند. کنگره و رسانه‌ها مشغول پیگیری این ماجرا شدند و در جریان این پیگیری مشخص شد که اعضای دولت ریگان به‌طور غیرقانونی سود حاصل از فروش اسلحه به ایران را در اختیار کنتراها قرار می‌داده‌اند. کنترا گروه شبه‌نظامیان راستگرایی بود که کنگرهٔ آمریکا حمایت از آن‌ها را ممنوع اعلام کرده بود. جنجال ایران - کنترا به این ترتیب اتفاق افتاد.

## دولت جورج اچ دبلیو بوش
پیروزی ایران در جنگ با عراق در اوت ۱۹۸۸ نقطهٔ عطفی در ایران بود. پس از هشت سال جنگی که در آن ۱۹۰ هزار نفر جان خود را از دست دادند و میلیون‌ها دلار هزینه مالی دربرداشت، جمهوری اسلامی ایران انزواطلب شد و حرارت و تعصب انقلابی‌اش را متوجه سازندگی اقتصاد و بازسازی زیربنایی کرد. این درونگرایی دلایل متفاوتی داشت از جمله درگذشت خمینی در ژوئن ۱۹۸۹ و جانشینی او توسط علی خامنه‌ای؛ همچنین انتخاب یک فرد میانه‌رو، اکبر هاشمی رفسنجانی برای ریاست جمهوری ایران. پس از انتقال قدرت، خامنه‌ای به رفسنجانی دستور داد تا اقتصاد ایران را از نو بسازد، وجههٔ بین‌المللی ایران را بهبود ببخشد و ارتش عظیم کشور را به حالت صلح بازگرداند زیرا جنگ با عراق به اتمام رسیده بود.
بروس ریدل، تحلیلگر سی‌آی‌ای در کتاب «آغاز دشمنی» نوشتهٔ جیمز بلایت می‌گوید که درونگرایی و انزوای ایران به این معنا بود که این کشور دیگر دلیل اصلی نگرانی سیاستگذاران آمریکایی نخواهد بود. با این وجود دولت جورج اچ دبلیو بوش به یافتن راهی برای برقراری روابط دیپلماتیک با ایران ادامه داد. جورج بوش در سخنرانی مراسم تحلیفش اشاره‌ای غیرمستقیم به ایران داشت: «امروز آمریکاییانی در سرزمین‌های بیگانه اسیر شده‌اند. هرگونه کمکی در این زمینه تا مدت‌ها از یاد نخواهد رفت. هر حسن نیتی با حسن نیت پاسخ داده خواهد شد. نیکی می‌تواند تا ابد ادامه پیدا کند.» معنای سخنرانی این بود که اگر ایران به آزادی گروگان‌های آمریکایی در لبنان کمک کند به نیکی پاسخ خواهد یافت. اما برنت اسکوکرافت، مشاور امنیت ملی، در کتابی که با همکاری جورج اچ دبلیو بوش نوشته شده است با عنوان «دنیای دگرگون شده» (۱۹۹۹) می‌نویسد زمانی که رفسنجانی در پایان سال ۱۹۹۱ شخصاً آزادی گروگان‌ها را تسهیل کرد، دولت بوش «هیچ کاری نکرد». مشخص شد که حسن نیت با نیکی جبران نمی‌شود.

## دولت بیل کلینتون
در سال ۱۹۹۸، پس از دعوت تیم ملی کشتی آمریکا به ایران، روزنامه جمهوری اسلامی امکان برنده شدن این تیم و بالا رفتن پرچم آمریکا و پخش سرود ملی آمریکا را در ایران باعث شرم‌ساری دانست. تیم آمریکا در ایران در همان مسابقات به مدال قهرمانی دست یافت، اما از این فرصت استفاده‌های متوالی نشد، و حتی برخی از دستیاران محمد خاتمی، همانند وزیرش عبدالله نوری، به دلیل تبیین فکر برقراری روابط با آمریکا، برکنار و محاکمه نیز شدند.
یک سال بعد در ۱۹۹۹، هنگامی که مادلین آلبرایت بابت شرکت در کودتای ۲۸ مرداد علیه محمد مصدق ابراز تاسف کرد و پیشقدم بهبودی روابط شد، کمال خرازی در پاسخ اعلام کرد حال که آمریکاییان اعتراف به شرکت در آن واقعه را کردند، دولت ایران قصد ادعای خسارت از آمریکا را خواهد نمود. در عوض، پس از پایان ریاست جمهوری کلینتون در سال ۲۰۰۲–۲۰۰۳ نیز، هنگامیکه ایران بسته پیشنهادی به دولت بوش جهت برقراری روابط به آمریکا ارائه نمود، از واشینگتن هیچگونه علاقه و پاسخی دریافت نکرد.

## دولت جورج دابلیو بوش
در دوران جورج بوش پسر پس از حمله نظامی آمریکا به عراق نیز گزارش‌های زیادی دربارهٔ امکان حمله نظامی آمریکا به ایران و بمباران ایران منتشر می‌شود. همچنین آمریکا در این زمان دائماً ایران را به حمایت و ارائه پشتیبانی تسلیحاتی به گروه‌های مسلح مخالف حضور نظامی آمریکا در عراق متهم می‌کرد.
سیاست دولت جرج دابلیو بوش در قبال ایران براندازی دولت جمهوری اسلامی و جایگزین کردن آن با دولتی دیگر بوده است.
در اوت ۲۰۰۶، کمیته دائمی منتخب مجلس نمایندگان ایالات متحده آمریکا در گزارشی به کنگره آمریکا با استناد به گفتار زیر از رئیس‌جمهور ایران، ایران و احمدی‌نژاد را یک «تهدید علیه امنیت ملی آمریکا» دانسته و «موضع خصمانه ایران علیه آمریکا» را دلیل محکمی برای لزوم پیشگیری از دستیابی به فناوری هسته‌ای دانست. در ۴ آبانماه ۱۳۸۴، محمود احمدی‌نژاد در همایشی تحت عنوان «جهان بدون آمریکا و صهیونیسم» بیان کرده بود:
بدون تردید می‌گویم که این شعار و هدف دست یافتنی است و به حول و قوه الهی به زودی جهان بدون آمریکا و صهیونیسم را تجربه کرده و در دوران درخشان حاکمیت اسلامی بر جهان امروز تنفس خواهیم کرد.

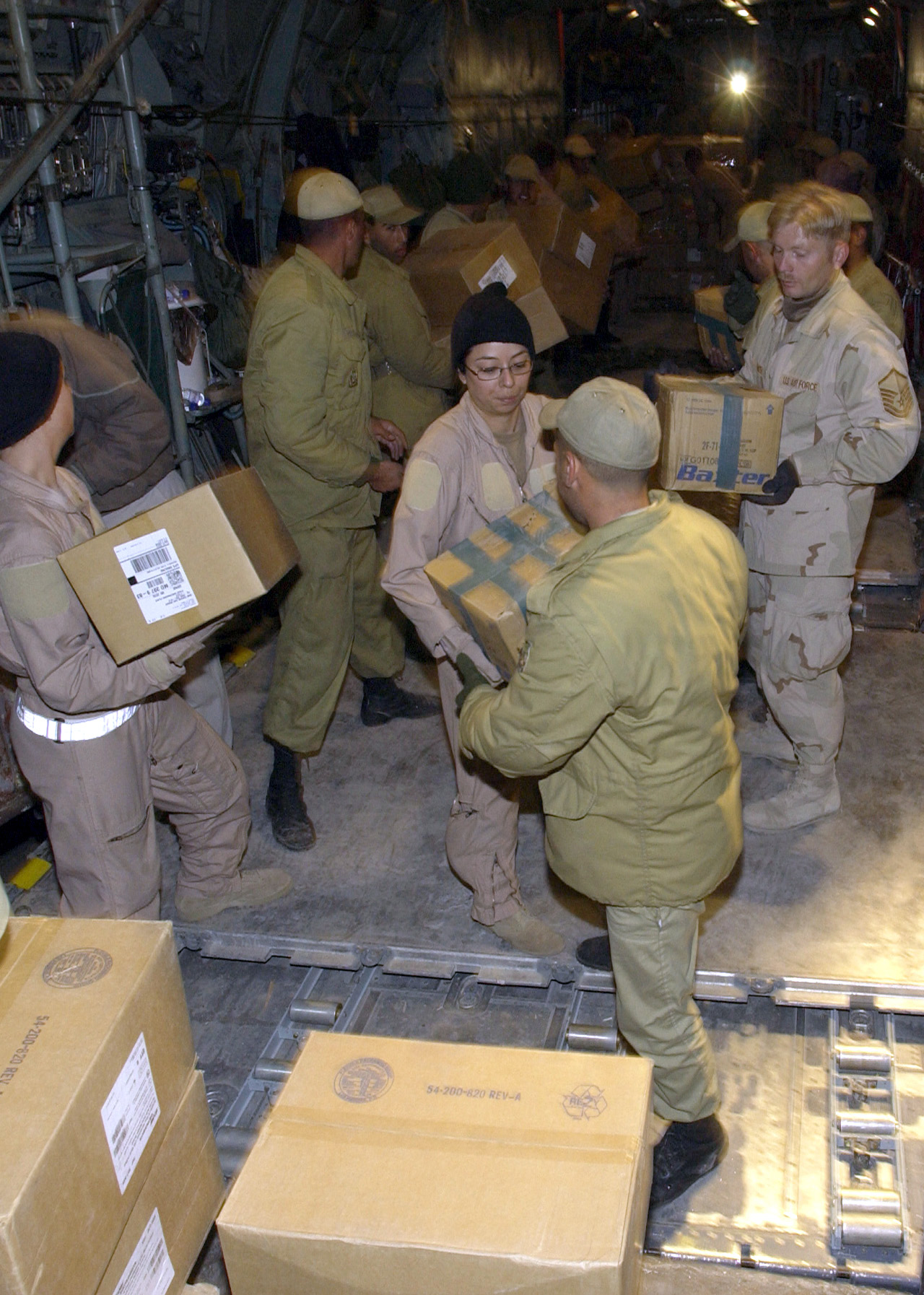
سربازان یک فروند سی-۱۳۰ متعلق به نیروی هوایی آمریکا در حال تخلیه کمک‌های اولیه برای زلزله زدگان بم در فرودگاه کرمان در ۱۳۸۲

علاوه بر دولت آمریکا، مردم آمریکا نیز در سال‌های اخیر در مناقشات خاورمیانه بین اعراب و اسرائیل، مکرراً و همواره طرف دولت اسرائیل بوده‌اند. به ویژه در میان مسیحیان پروتستان (اونجلیکن) آمریکا که جمعیتشان تا ۱۳۵ میلیون نفر تخمین زده می‌شود. خصومت دولتمردان ایران با اسرائیل احتمال هرگونه روابطی بین ایران و آمریکا را در این راستا ناممکن‌تر می‌سازد.
با روی کار آمدن دولت نهم جمهوری اسلامی ایران به ریاست محمود احمدی‌نژاد و اولویت قرار دادن برنامه هسته‌ای ایران در صدر برنامه‌های سیاست خارجی ایران، روابط ایران و آمریکا تحت تأثیر این مسئله بود. شروع مجدد غنی‌سازی در نیروگاه نطنز و ساخت تأسیسات هسته‌ای دیگر همواره باعث تقابل این دو کشور بود. حتی چند دور مذاکرات مستقیم محدود نمایندگان دو کشور در عراق بر سر مسائل امنیتی عراق نیز نتوانست تأثیری بر نزدیک شدن دیدگاه‌های دو کشور نسبت به یکدیگر شود.

## دولت باراک اوباما
با روی کار آمدن باراک اوباما، وی تلاش کرد در حالی که از شیوه برخورد دولت جورج دبلیو بوش فاصله بگیرد، اما کماکان همان سیاست‌های رفتاری را دنبال کند. چگونگی رابطه با ایران در صدر دستور کارهای سیاست خارجی آمریکا در زمان دولت اوباما قرار داشت. طرح استقرار سپر دفاع موشکی آمریکا در شرق اروپا در همین راستا و برای کنترل توان موشکی و هسته‌ای ایران می‌باشد.

اوباما در پیام نوروزی خود در سال ۱۳۸۸ خطاب به «مردم و رهبران ایران» گفت:
ایالات متحده مایل است جمهوری اسلامی ایران به جایگاه به حق خود در جامعه بین‌المللی دست یابد و این حق شماست، اما این حق با مسئولیت‌های واقعی همراه است و نمی‌توان از راه ترور یا اسلحه به چنین جایگاهی دست یافت بلکه راه رسیدن به آن، اقدامات صلح‌آمیزی است که عظمت واقعی ملت و تمدن ایران را به نمایش بگذارد.

سید علی خامنه‌ای، رهبر ایران همچنین در اقدامی نادر به پیام نوروزی باراک اوباما واکنش نشان داد. وی در سخنرانی خود در اولین روز سال ۱۳۸۸ در جمع زائران حرم علی بن موسی الرضا گفت:
حتی در همین پیام تبریک نیز ملت ایران طرفدار تروریست و دنبال سلاح هسته‌ای خوانده شده است. آیا این پیام تبریک است یا دنباله همان اتهامات؟
دولت اوباما توانایی اتمی ایران را یک خطر بالقوه برای خود می‌داند. به همین منظر از راه‌های مختلف سعی کرده ایران را بر سر میز مذاکره مستقیم با آمریکا و متحدانش بنشاند. ایجاد تحریم‌های علیه ایران و مذاکرات گروه ۱+۵ با ایران از این دست رفتارهای متفاوت است.
مقامات نظامی ایران در تاریخ یکشنبه ۱۳ آذر ۱۳۹۰ اعلام کردند که یک فروند هواپیمای جاسوسی از نوع لاکهید مارتین آر کیو ۱۷۰ سنتینل را در شرق ایران با کمترین خسارت ممکن سرنگون کرده و اکنون آن را در اختیار دارند. در ۵ دسامبر ۲۰۱۱، منابعی در ارتش آمریکا تأیید نمودند که هواپیمای بدون سرنشین از نوع آرکیو ۱۷۰ بوده و اکنون در اختیار نیروهای ایرانی است. منابع رسمی تا زمان نمایش این هواپیما از سوی ایران از تأیید این خبر امتناع کردند.
سید علی خامنه‌ای رهبر ایران در سخنرانی خود در اولین روز سال ۱۳۸۸ در جمع زائران حرم علی بن موسی الرضا دربارهٔ حرکات دولت اوباما برای تعامل دیپلماتیک با ایران جهت حل مسائل مورد اختلاف دو کشور، گفت: «آن‌ها می‌گویند به سوی ایران دست دراز کرده‌ایم و ما می‌گوییم اگر آمریکا در زیر دستکش مخملی، دستی چدنی را پنهان کرده باشد این اقدام هیچ معنا و ارزشی ندارد.» وی در این سخنرانی اظهار داشت رفتار آمریکا تا این لحظه تغییراتی را که ایران مایل است شاهد آن باشد نداشته است.
جان کری، وزیر امور خارجه آمریکا در یک کنفرانس مطبوعاتی که با همتای فرانسوی خود شرکت کرد گفت باراک اوباما رسماً اعلام کرده در صورت موافقت رهبر ایران به دنبال مذاکره دوجانبه با این کشور است. وی با اعلام این‌که «ایران کشوری با تاریخی غنی و قابل توجه» است گفت: «من بار دیگر تأکید می‌کنم ایالات متحده آمریکا جدیت خود را در مذاکره با ایران همراه با رعایت احترام متقابل نشان داده است.»

### دولت حسن روحانی
حسن روحانی دربارهٔ رابطه با آمریکا می‌گوید رابطه ایران با آمریکا مسئله پیچیده و دشواری است؛ ساده نیست. زخم کهنه‌ای وجود دارد که باید درمان شود. دنبال افزایش تنش نخواهیم بود. عقل سلیم هم حکم می‌کند دولت و کشور به فکر آینده باشند و ترمیم گذشته. هرگونه سخن گفتن با آمریکا باید بر مبنای منافع و احترام متقابل و از موضع برابر باشد اما آمریکا باید تصریح کنند که در امور داخلی ایران هرگز مداخله نخواهند کرد ثانیاً تمام حقوق حقه ایران مانند هسته‌ای را به رسمیت بشناسند و سیاست‌های یکجانبه‌گرایی و زور مدارانه نسبت به ایران را کنار بگذارند در این شرایط زمینه متفاوت می‌شود اما همه باید بدانند که دولت آینده از حقوق حقه ملت ایران هرگز کوتاه نخواهد آمد. آماده‌ایم تنش‌ها کاهش یابد. حسن روحانی همچنین گفت که در صورتی که آمریکا به مفاد قرارداد الجزایر دربارهٔ عدم مداخله در امور داخلی ایران پای بند باشد و نیز از موضع رفتار زورمدارانه عمل نکند تهران حاضر است از موضعی برابر با واشینگتن در مورد موضوعات مورد اختلاف گفتگو کند.

« در برابر دشمن درشت سخن گفتن راه‌حل نیست بلکه باید دشمن را بشناسیم و نقشه‌های آن را بشناسیم. باید در برابر نقشه دشمن تدبیر کنیم، باید مدیریت کنیم، سخن گفتن و فریاد زدن گاهی ممکن است زیبا باشد اما حتماً کافی نیست. »

حسن روحانی در جلسه غیرعلنی و غیررسمی مجلس، ۲۳ تیر ۱۳۹۲
روابط امروز ایران با آمریکا در حد دشمنی و تخاصم است، باید سعی کنیم این حد را با برنامه‌ریزی و تدبیر پایین آوریم و حداقل روابط را از دشمنی به تنش برسانیم. در وضعیت کنونی قادر نیستیم بگوییم با آمریکا می‌خواهیم تنش‌زدایی کنیم زیرا امروز بحث تهدید و تخاصم است. در ۸ یا ۱۰ سال پیش می‌شد اما امروز در مرحله دیگری قرار گرفته‌ایم.
حسن روحانی در دومین نشست خبری خود گفت «برای ما آنچه مهم است، پاسخ عملی دولت آمریکا و نه بیانیه‌هاست، ما همه اقدامات دولت آمریکا را به دقت رصد می‌کنیم و اگر اقدامات عملی و سازنده‌ای ببینیم پاسخ متناسب و مشابه به آن می‌دهیم.»
روزنامه واشینگتن پست از قول حسن روحانی نوشت اگر ایالات متحده آمریکا مشتاقانه و با حسن نیت به همراه احترام متقابل وارد عمل شود، راه گفتگو و تعامل گشوده و هموار است.
وبگاه رجانیوز به نقل از واشینگتن پست گزارش داده است با وجود تمام فشارها و تحریم‌هایی که روی ایران است، این آمریکا است که خود را برای دادن امتیاز آماده می‌کند و شرایط را برای تباهی قدرت اعمال فشار واشینگتن آماده می‌نماید.
سفر روحانی به نیویورک ۱۳۹۲
چند روز پیش از سفر حسن روحانی به شصت و ششمین مجمع عمومی سازمان ملل متحد، باراک اوباما به حسن روحانی نامه‌ای نوشت و رئیس‌جمهور ایران به این نامه پاسخ داد. کاخ سفید گفت: «محتوای اصلی نامه اوباما به روحانی را منتشر کرده است. موضوع برنامه هسته‌ای ایران و مذاکرات مربوط به آن، محور اصلی این نامه را تشکیل می‌داده است؛ بنابراین، اوباما نسبت به یافتن راهکاری برای موضوع هسته‌ای ایران ابراز تمایل کرده است.» حسن روحانی نیز دربارهٔ نامه گفت: «این می‌تواند قدم‌های کوچکی برای آینده‌ای بسیار مهم باشد.»
در ۲۸ شهریور ۱۳۹۲ حسن روحانی در گفتگو با شبکه ان. بی. سی آمریکا، در پاسخ به سوالات آن کاری مجری این برنامه در خصوص مسائل گوناگون از جمله حضور و سخنرانی در مجمع عمومی سازمان ملل متحد، مذاکرات هسته‌ای، رابطه با آمریکا و غیره سخن گفت. وی در این مصاحبه گفت لحن نامه باراک اوباما به من مثبت و سازنده بود. همچنین حسن روحانی از داشتن اختیارات تام در مذاکرات هسته‌ای با غرب خبر داد. در ۳۰ شهریور ۱۳۹۲ برخی از روزنامه‌ها در ایران از احتمال دیدار حسن روحانی در شصت و ششمین مجمع عمومی سازمان ملل متحد که قرار است ۳۱ شهریور ماه برگزار شود خبر دادند. حسن روحانی در ۲۸ شهریور ۱۳۹۲ در گفتگو با شبکه ان. بی. سی آمریکا گفته بود دیدار با باراک اوباما در دستور کار من نیست اما هر چیزی در دنیای سیاست امکان‌پذیر است. سخنگوی کاخ سفید هم گفته بود اوباما آماده دیدار با روحانی است. جان کری وزیر امور خارجه آمریکا گفت اظهارات حسن روحانی مثبت است.

اوباما در حال مکالمه تلفنی با حسن روحانی

هنگامی که حسن روحانی در نیویورک به سر می‌برد اوباما امید به ملاقات روحانی داشت اما طرف ایرانی این ملاقات را بسیار پیچیده دانست و لذا ملاقاتی صورت نگرفت. در جریان این سفر، محمدجواد ظریف در چارچوب مذاکرات هسته‌ای با جان کری وزیر امور خارجهٔ آمریکا دیدار کرد که اولین دیدار وزرای امور خارجهٔ دو کشور از ۱۳۵۸ تا آن زمان بود. پس از دیدار رضایتبخش وزرای خارجه ایران و آمریکا در تاریخ ۴ مهر ۱۳۹۲ در قالب مذاکرات ۱+۵ و نیز مذاکره خصوصی دو طرف پس از پایان جلسه در تاریخ ۵ مهر ۱۳۹۲ هنگامی که حسن روحانی در راه محل اقامت خود در نیویورک به سمت فرودگاه برای حرکت به سمت ایران بود، رؤسای جمهور ایران و آمریکا از طریق تلفن با یکدیگر صحبت کردند. در این تماس تلفنی، طرفین تأکید کردند که اراده سیاسی برای حل سریع مسئله هسته‌ای ایران را دارند. دو طرف همچنین وزرای امور خارجه خود را مأمور کردند تا زمینه همکاری‌های لازم را هرچه زودتر فراهم آورند.
این بالاترین سطح تماس میان دو کشور از زمان انقلاب ایران در سال ۱۳۵۷ بوده است. کاخ سفید عکسی از لحظه تماس تلفنی بین دو رئیس‌جمهور را منتشر نمود.
رئیس‌جمهور ایران در نشست خبری پس از بازگشت از نیویورک گفت سخنرانی اوباما را گامی مثبت برای حل مسایل ایران و غرب ارزیابی می‌کنیم. لحن سخنرانی برخی از مقامات عالی‌رتبه اروپایی و همچنین سخنرانی اوباما که لحنی متفاوت با گذشته داشت باید به عنوان یک قدم مثبت برای حل وفصل مسایل بین ایران و غرب ارزیابی کنیم. برنامه مقدماتی برای برگزاری نشست دو جانبه بین ایران و آمریکا فراهم شده بود که بین من و اوباما دیداری برگزار شود. طرف آمریکایی ابراز تمایل کرده بود و ما هم مشکلی برای دیدار نداشتیم اما دربرنامه‌ریزی برای نحوه این دیدار و نتایجی که دیدار اول باید داشته باشد، وقت و زمان کافی نبود و دو طرف بر این توجه کردند که زمان کافی وجود نداشت.
حسن روحانی در رابطه با دیدار با باراک اوباما در نیویورک گفت بین ما و آمریکا مسائل بسیاری از ۶۰ سال گذشته وجود داشته است، آمریکا با ایران قبل و بعد از انقلاب تنش‌هایی داشته، مسائل مهمی در منطقه نسبت به ایران بوده است، اینکه ملاقاتی در سطح دو رئیس‌جمهور بعد از ۳۵ سال انجام شود نیاز به مقدماتی داشت به همین دلیل این کار نارس بود، به همین دلیل این ملاقات انجام نشد.
رئیس‌جمهور ایران دربارهٔ مباحث مطرح شده در گفتگوی تلفنی گفت بحثی که با اوباما داشتیم عمدتاً مسئله هسته‌ای بود، گفتیم این مسئله نه تنها حق مردم ایران است بلکه غرور ملی ملت ایران است که رئیس‌جمهور آمریکا هم عنوان کرد ما به حقوق هسته‌ای ملت ایران اذعان داریم. وی ادامه داد: دربارهٔ ۱+۵ گفتم با دریچه‌ای که از سوی ملت ایران ایجاد شده باید از این فرصت استفاده و در این مسئله تسریع کرد که رئیس‌جمهور آمریکا گفت: من به وزیر خارجه دستور می‌دهم که در این امر تسریع داشته باشد؛ عمده بحث ما این بود که در بحث هسته‌ای با سرعت بیشتری عمل کنیم.
حسن روحانی در چهارمین و آخرین روز از سفر خود به نیویورک، در پاسخ به سؤال خبرنگار نیویورک تایمز دربارهٔ دستاوردهای این سفر، گفت: می‌خواهم این سفر اولین گام برای رابطه بین دو ملت بزرگ ایران و آمریکا باشد. می‌خواهم این سفر اولین گام برای روابط بهتر دو ملت ایران و آمریکا باشد و نسبت به دو دولت، حداقل جلوی تنش‌های بیشتر را بگیریم و زمینه‌ای برای دست یابی به منافع مشترک فراهم کنیم.
رئیس‌جمهور ایران با تأکید بر اینکه در بحث رابطه میان ایران و آمریکا گذشته تلخی وجود دارد، گفت: تنش‌ها و تخاصمی که از گذشته میان تهران و واشینگتن شکل گرفته یک شبه حل نمی‌شود. حسن روحانی در خصوص تمایل اوباما برای دیدار و مذاکره با وی گفت: من با اصل پیشنهاد موافق هستم اما دو طرف هر چه فکر کردیم که نتیجه این ملاقات چگونه برای دو ملت هدیه مناسبی باشد، متوجه شدیم که این مسئله در این فاصله زمانی کوتاه مسیر نیست.
عابد فتاحی پس از نخستین جلسه مشترک حسن روحانی با نمایندگان مجلس در تاریخ ۹ مهر ۱۳۹۲ از قول حسن روحانی گفت تأثیر گفتگوی ایران و آمریکا به حدی خوب بوده که مقرر شده در کنگره آمریکا گروه دوستی با ایران تشکیل شود که در این صورت نیز باید در مجلس شورای اسلامی گروه دوستی با آمریکا تشکیل شود.
حسن روحانی در جلسه‌ای که در تاریخ نهم مهرماه سال ۹۲ با نمایندگان مجلس داشت توضیحاتی دربارهٔ تمایل اوباما و خودش برای گفتگوی تلفنی پرده برداشت. درخواست از روحانی برای مذاکره قبل از حرکت از ایران شروع شده بود. روحانی هدف از این مذاکره تلفنی را حفظ جایگاه اوباما و خنثی کردن لابی جمهوری خواهان که به منظور فشار بر اوباما ایجاد شده بود بیان کرد.
مذاکرات ژنو
پس از مذاکرات ژنو ایران و گروه ۵+۱ در ۲۳ و ۲۴ مهر ۱۳۹۲ در مقر سازمان ملل در ژنو، سوییس به مذاکره پرداختند. ظریف و اشتون در پایان این مذاکرات بیانیه‌ای مشترک صادر کردند که بی‌سابقه بود.
دور بعدی مذاکرات ۷ نوامبر، ۱۷ آبان، آغاز شد. روز بعد وزرای امور خارجهٔ آمریکا، آلمان، روسیه، بریتانیا و فرانسه هم به‌طور غیرمنتظره‌ای به مذاکرات پیوستند. جان کری، وزیر امور خارجه آمریکا و محمدجواد ظریف، وزیر امور خارجه ایران به مدت پنج ساعت با حضور اشتون با یکدیگر گفتگو کردند. این مذاکرات پس از سه روز گفتگوی فشرده بدون دستیابی به توافق پایان یافت. کری پس از پایان گفتگوها، گفت پیشرفت‌های چشمگیری داشته‌اند و به نقطهٔ مشترک نزدیک شده‌اند.
دور بعدی گفتگوها ۲۰ نوامبر آغاز شد. پس از سه روز گفتگوی بی‌نتیجه وزاری امور خارجهٔ هر شش کشور در ۲۳ نوامبر به مذاکرات پیوستند و نهایتاً پس از روزها مذاکرهٔ فشرده در ساعت ۳ بامداد روز یکشنبه ایران و ۵+۱ به توافقی دست یافتند و مذاکرات به پایان رسید. خبرگزاری آسوشیتد پرس یک روز پس از پایان این گفتگوها اعلام کرد ایران و آمریکا از مدت‌ها قبل (از دولت محمود احمدی‌نژاد) درگیر مذاکراتی مخفیانه بودند که از متحدین آمریکا هم مخفی نگه داشته شده بود.

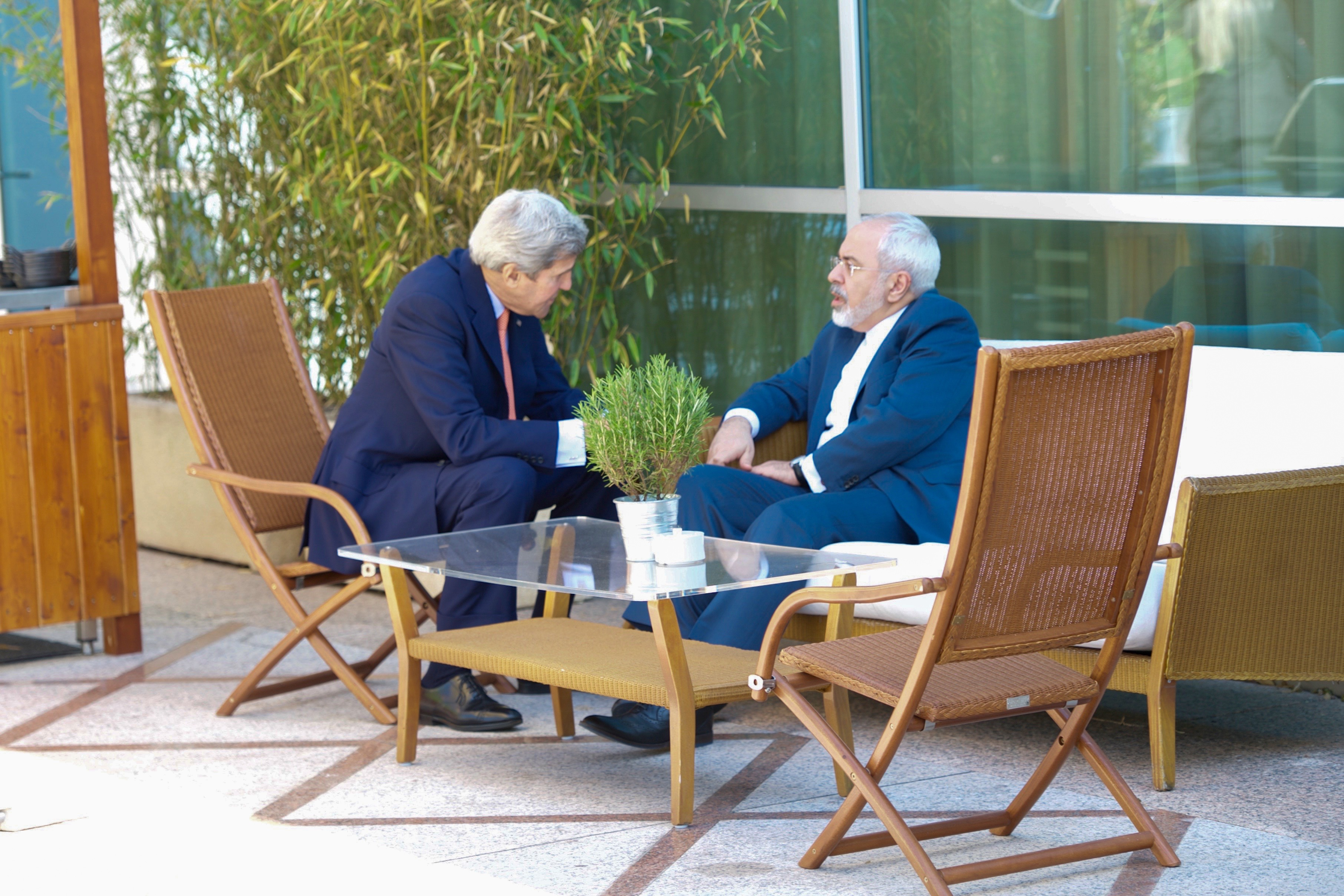
جواد ظریف، وزیر خارجه ایران و جان کری، وزیر خارجه آمریکا در مذاکرات هسته‌ای لوزان

### تفاهم هسته‌ای لوزان
پس از چندین دور مذاکره ایران و گروه ۵+۱ در وین و ژنو، به منظور دستیابی به توافق نهایی هسته‌ای، پس از دو دور مذاکره فشرده در بازهٔ زمانی ۲۵ اسفند ۱۳۹۳ تا ۱۳ فروردین ۱۳۹۴ (برابر با ۳ آوریل ۲۰۱۵) تفاهم هسته‌ای لوزان، شامل خلاصه‌ای از مجموع راه حل‌های تفاهم شده برای رسیدن به برنامه جامع اقدام مشترک پیرامون برنامه هسته‌ای ایران تا ضرب الاجل ۱۰ تیر ۱۳۹۴، میان ایران و گروه ۱+۵ در لوزان سوئیس منعقد شد.
مجموعه متضمن این راه حل‌ها جنبه حقوقی نداشته و صرفاً راهنمای مفهومی تنظیم و نگارش برنامه جامع اقدام مشترک را فراهم ساخت. بر این اساس تدوین برنامه جامع اقدام مشترک با مبنا قراردادن این راه حل‌ها در آینده نزدیک آغاز گردید.

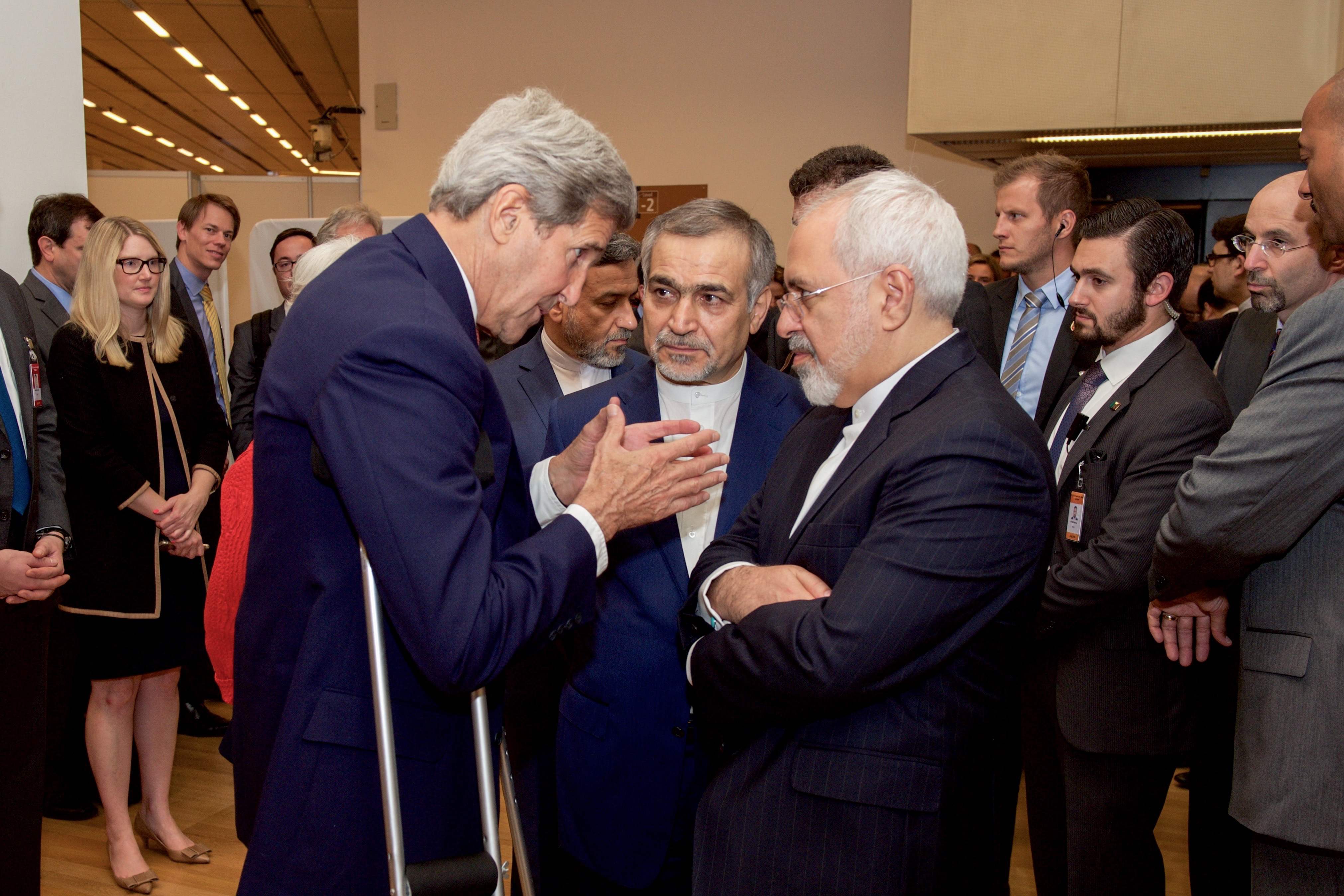
جواد ظریف، وزیر خارجه ایران، حسین فریدون، برادر و دستیار ارشد رئیس‌جمهور ایران و جان کری، وزیر امور خارجه آمریکا در جریان مذاکرات هسته‌ای وین

### برنامه جامع اقدام مشترک
پس از چندین دور مذاکره در وین، لوزان و ژنو، آخرین دور از مذاکرات برنامه هسته‌ای ایران و گروه ۵+۱ از ظهر روز شنبه ۲۷ ژوئن ۲۰۱۵، در هتل کوبورگ در شهر وین اتریش با حضور جان کری، وزیر امور خارجه ایالات متحده آمریکا و محمدجواد ظریف، وزیر امور خارجه ایران و هیئت‌های کارشناسی دو طرف آغاز شد. ضرب الاجل تعیین‌شده برای این مذاکرات، روز سی‌ام ژوئن تعیین شده بود که سه بار به ترتیب تا سوم، دهم و سیزدهم ژوئیه تمدید گردید. به تدریج و در روزهای پایانی توافق برخی از وزرای خارجه گروه ۵+۱ نیز برای برداشتن گام‌های نهایی عازم وین شدند.
در نهایت پس از چندین دور تمدید مذاکرات در سه‌شنبه ۲۳ تیر ۱۳۹۴ (۱۴ ژوئیه ۲۰۱۵)، توافق جامع هسته‌ای وین که در اصطلاح برنامه جامع اقدام مشترک یا برجام نامیده می‌شد، در وین اتریش بین ایران، اتحادیه اروپا و گروه ۱+۵ (شامل چین، فرانسه، روسیه، پادشاهی متحد بریتانیا، ایالات متحده آمریکا و آلمان) منعقد شد.
تحت این توافق، ایران ذخایر اورانیم غنی شده متوسط خودش را پاکسازی خواهد کرد و ذخیره‌سازی اورانیوم با غنای کم را تا ۹۸ درصد قطع می‌کند، و تعداد سانتریفیوژها را حدود دوسوم و حداقل برای ۱۵ سال کاهش می‌دهد. برای ۱۵ سال بعد، ایران موافقت کرده است که اورانیوم را بیش از ۳٫۶۷درصد غنی‌سازی نکند یا هیچ تأسیسات غنی‌سازی اورانیوم جدید یا رآکتور آب‌سنگین جدیدی را نسازد. فعالیت‌های غنی‌سازی اورانیوم به مدت ۱۰ سال به یک تک ساختمان که از سانتریفیوژهای نسل اول استفاده می‌کند محدود خواهد بود. دیگر تأسیسات نیز طبق پروتکل الحاقی آژانس بین‌المللی انرژی اتمی برای اجتناب از خطرهای تکثیر سلاح‌های اتمی تبدیل خواهند شد. برای نظارت و تأیید اجرای توافق‌نامه توسط ایران، آژانس بین‌المللی انرژی اتمی (IAEA) به تمام تأسیسات اتمی ایران دسترسی منظم خواهد داشت. در نتیجه این توافقنامه که تاییدیه پایدار متعهدین آن را به همراه دارد، ایران از تحریم‌های شورای امنیت ملل متحد، اتحادیه اروپا و ایالات متحده بیرون خواهد آمد.
بسیاری از تحلیل گران معتقدند انعقاد توافق مذکور موجب گشایش افق‌های جدید در روابط سیاسی دو طرف اصلی آن یعنی جمهوری اسلامی ایران و ایالات متحده آمریکا خواهد شد. این در حالی است که سید علی خامنه‌ای، رهبر ایران چندین بار پس از انعقاد برجام، از عدم تغییر سیاست خارجی ایران در قبال آمریکا پس از این توافق سخن گفته است. رهبر جمهوری اسلامی گفت:" آمریکائی‌ها مدتی است که از طرق گوناگون پیغام می‌دهند که خواهان مذاکره جداگانه با ایران در خصوص موضوع هسته‌ای هستند اما من بر اساس تجربه‌های گذشته به چنین گفتگوهایی خوشبین نیستم. رهبر انقلاب اسلامی با تأکید بر اینکه در دیدگاه آمریکائی‌ها گفتگو به معنای مذاکره برای رسیدن به راه حل منطقی نیست، خاطرنشان کردند: از نظر آمریکائی‌ها گفتگو بمعنای وادار کردن طرف مقابل برای قبول حرف آن‌ها است، بنابراین ما همواره این نوع گفتگو را تحمیلی می‌دانیم و جمهوری اسلامی ایران نیز زیر بار تحمیل نمی‌رود. اما با این پیش تدابیر و پیش‌بینی‌ها، دولت مردان با بی‌فکری عمله دیگری را انجام دادند.

### دست دادن وزیر امور خارجه ایران با رئیس‌جمهوری ایالات متحده
در یکی از روزهای برگزاری هفتادمین دوره مجمع عمومی سازمان ملل متحد، محمدجواد ظریف در حال خروج از سالن، به‌طور اتفاقی با باراک اوباما و جان کری ملاقات کوتاهی داشت و دو طرف، ضمن سلام و احوال‌پرسی، با یکدیگر دست دادند. این بالاترین سطح برخورد دیپلماتیک دو مقام برجستهٔ دو کشور بود و بازتاب وسیعی در رسانه‌ها داشت.

### عکس مشترک معاون رئیس‌جمهور ایران با رئیس‌جمهوری ایالات متحده
در ۱۱ آذر ۱۳۹۴ و در حالی که اجلاس جهانی تغییرات آب و هوایی در پاریس، به پایان رسیده بود، تصویری در شبکه‌های مجازی و سایت‌های خبری منتشر شد که در آن معصومه ابتکار، معاون رئیس‌جمهور و رئیس سازمان محیط زیست ایران که به عنوان نماینده ایران در این اجلاس حضور داشت، و باراک اوباما در آن در فاصله کمی از هم ایستاده بودند، این اولین عکس مشترک رئیس‌جمهور آمریکا با یک مقام دولتی عالیرتبهٔ ایرانی بود که تا آن زمان گرفته شده بود و انتشار آن بازتاب وسیعی در رسانه‌های داخل و خارج هر دو کشور داشت.

### دستگیری و آزادی ده نظامی آمریکایی در آبهای ایران در خلیج فارس
در ۲۳ دی ۱۳۹۴، خبر دستگیری ده نظامی آمریکایی که با فروند قایق به صورت غیرمجاز وارد آب‌های ایران در خلیج فارس شده بودند، توسط سپاه پاسداران انقلاب اسلامی ایران در صدر رسانه‌های جهان قرار گرفت. با توجه به روابط شکننده ایران و آمریکا که به تازگی رو به بهبود نهاده بود، نگرانیهایی دربارهٔ انگیزهٔ نظامیان مذکور از ورود به آب‌های ایران در رسانه‌ها مطرح شد، اما موضوع خیلی سریع با مذاکرات تلفنی جان کری، وزیر خارجه آمریکا و جواد ظریف، وزیر خارجه ایران حل و فصل شد و مشخص گردید که ورود نظامیان آمریکایی به آب‌های ایران به دلیل نقص فنی سیستم قایق‌ها و به صورت غیرعمدی اتفاق افتاده و در نتیجه خیلی سریع و در پایان همان روز نظامیان آمریکایی در آب‌های آزاد خلیج فارس رها شدند.

### تبادل زندانیان ایرانی- آمریکایی بین دو کشور
در عصر ۲۶ دی ۱۳۹۴ و در میان فضای مذاکرات فشرده طرفین برای تدوین متن نهایی بیانیه اجرایی شدن برجام، خبر غیرمنتظره‌ای در صدر رسانه‌های جهان قرار گرفت و دادستان عمومی و انقلاب تهران اعلام کرد که در راستای مصوبات شورای عالی امنیت ملی ایران و مصالح کلی نظام چهار زندانی ایرانی دو تابعیتی ظرف روز جاری (شنبه) در چارچوب مبادله زندانیان آزاد شدند. اسامی چهار زندانی ایرانی-آمریکایی که آزاد شدند عبارت بود از سعید عابدینی، امیر میرزایی حکمتی، جیسون رضاییان و نصرت‌الله خسروی. همچنین براساس این مبادله هفت ایرانی دربند زندان‌های آمریکا آزاد شدند که عبارت بودند از «نادر مدانلو»، «بهرام مکانیک»، «خسرو افقهی»، «آرش قهرمان»، «تورج فریدی»، «نیما گلستانه» و «علی صابونچی». ظاهراً تبادل زندانیان مذکور در راستای افزایش سطح روابط دیپلماتیک دو کشور صورت گرفته و برای قوام بخشیدن به اجرایی شدن برجام صورت گرفته بود.

## دولت دونالد ترامپ

### ممنوعیت ورود ایرانیان به آمریکا
در ۲۸ ژانویهٔ ۲۰۱۷ رئیس‌جمهور ایالات متحدهٔ آمریکا دونالد ترامپ فرمانی اجرایی را به امضا رساند که صدور ویزا برای شش کشور با جمعیت اکثریت مسلمان که شامل ایران نیز می‌شد برای مدت چهار ماه متوقف می‌سازد و طبق آن از ورود تمامی کسانی که دارای ملیت ایرانی هستند به آمریکا جلوگیری به عمل می‌آید. اما پس از آن رینس پریباس، رئیس دفتر کاخ سفید اعلام کرد که دارندگان کارت سبز آمریکا و شهروندان ایرانی-کانادایی، مشمول فرمان ممنوعیت ورود به آمریکا نیستند و تنها ممکن است هنگام ورود به آمریکا بازجویی شوند
با اقدام دادگاه‌ها اجرای فرمان اجرایی ترامپ متوقف شد. ترامپ در ۶ مارس ۲۰۱۷ فرمان اجرایی دیگری امضا کرد که این بار نیز محدودیت‌هایی را علیه ایرانیان اعمال می‌کرد. با احکام دادگاه‌های ناحیه‌ای ایالات متحده در هاوایی و مریلند جلوی اجرای بخش‌های بزرگی از این فرمان پیش از شروع دوره آن گرفته شد. دیوان عالی آمریکا در ژوئن آن سال اجازه اجرای این فرمان را برای کسانی که فاقد رابطه اصیل با آمریکا هستند صادر کرد.
ترامپ در ۲۴ سپتامبر با امضای ابلاغیه‌ای فرمان اجرایی قبلی را تشریح کرد و بسط داد. دادگاه‌ها ابتدا جلوی اجرای این فرمان را گرفتند ولی دیوان عالی در ۴ دسامبر ۲۰۱۷ حکم کرد دولت می‌تواند به‌طور کامل این ابلاغیه را اجرایی کند. بر اساس این محدودیت‌ها که هم‌اکنون تا دادرسی دیوان عالی در حال اجرا هستند، صدور هر گونه ویزا برای ایرانیان به جز ویزاهای دانشجویی اف، ام و جِی متوقف شده است.

### جنگ نیابتی ایران و آمریکا در عراق
جنگ نیابتی ایران و آمریکا در عراق به مجموعه درگیری‌های (conflict) بین ایران وآمریکا در استان‌های مختلف عراق گفته می‌شود که از سال ۲۰۱۸ این موارد به‌طور روزافزون رو به افزایش گذاشته است. ائتلاف علیه گروه «حکومت اسلامی» و وزارت دفاع آمریکا اعلام کردند در حمله راکتی به یک پایگاه ارتش عراق واقع در شمال آن کشور، یک پیمانکار غیرنظامی آمریکایی کشته شده است. مقام‌های ایالات متحده می‌گویند چند آمریکایی و شماری از نیروهای ارتش عراق نیز در این حمله که روز ۲۷ دسامبر/۶ دی رخ داده، زخمی شده‌اند. مقام‌ها می‌گویند تا ۳۰ راکت و خمپاره به‌سوی پایگاه «کی وان» (K-1) در کرکوک شلیک شده است. این پایگاه متعلق به ارتش عراق است و در عین حال گروهی از نیروهای ارتش آمریکا نیز در آن مستقر هستند. منابع و مقام‌های امنیتی به خبرگزاری رویترز گفته‌اند در یک خودروی رهاشده نزدیک پایگاه، پرتاب‌گر کاتیوشا پیدا شده است.
هیچ گروهی مسئولیت این حمله را برعهده نگرفته است. گروه موسوم به «حکومت اسلامی» در منطقه فعال است. در عین حال مقام‌های آمریکایی در هفته‌های جاری به‌تاکید در مورد افزایش حملات گروه‌های شبه‌نظامی مورد حمایت تهران هشدارداده‌اند.
حمله راکتی به پایگاه محل استقرار نیروهای آمریکایی دو هفته پس از هشدار وزیر خارجه آمریکا به ایران رخ داده است.
مایک پومپئو، وزیر خارجه آمریکا، اخیراً ایران را به حملات راکتی به نیروهای آمریکایی و متحدانشان متهم کرد و گفت در صورتی که نیروهای آمریکایی یا متحدانش در حملات راکتی زخمی یا کشته شوند، واکنش شدیدی نشان خواهد داد.
- وزارت‌دفاع آمریکا، پنتاگون، در اعلامیه‌ای مدعی‌شده است پنج پایگاه فرمان‌دهی و انبارهای مهماتِ «گروه گردان‌های (کتائب) حزب‌الله» عراق، یعنی تیپ‌های ۴۵ و ۴۶ حشدالشعبی را در استانلانبار در دو سوی مرز عراق و سوریه زده. وزارت‌دفاع آمریکا مدعی‌شده این حمله‌ها پاسخی‌است‌به چندین حمله به پایگاه‌هایی که نیروهای ائتلاف را میزبانی می‌کنند.پنتاگون مدعی‌شده «گردان‌های حزب‌الله روابط نزدیکی با ایران دارد و از این کشور پشتیبانی می‌گیرند؛ ما به حق حاکمیت عراق احترام می‌گذاریم، اما از حق دفاع‌مان نمی‌گذریم. ایران و گردان‌های حزب‌الله باید از حمله به نیروهای ائتلاف و آمریکا دست بردارند.» حشدالشعبی اعلام‌کرده پهپادهای آمریکایی امشب پای‌گاه‌های تیپ ۴۵ حشدالشعبی در منطقه المزرعه در جاده عکاشات در قائم در استان الانبار را زده‌اند. شبکه‌های خبری عراقی خبر داده‌اند احتمالاً از چهار تا ۱۵نیروی حشدالشعبی در این حمله‌ها کشته‌شده‌اند و ده‌ها تن زخمی شده‌اند. حشدالشعبی، اعلام‌کرده ابوعلی الخزعلی فرمانده تیپ ۴۵ الحشد الشعبی در حمله‌ها جان باخته. اسکای‌نیوز نوشته همه پای‌گاه‌های آمریکا در عراق، به حال آماده‌باش درآمده‌اند. در واپسین حمله راکتی به پای‌گاه نظامی عراق که نیروهای آمریکایی در آن بوده‌اند، در پای‌گاه کی۱، یک پیمان‌کار آمریکایی کشته‌شد و چند سرباز آمریکایی زخمی شدند.[۱۲۳]
- شماری از طرفداران حشدالشعبی در ۱۰دی‌ماه در برابر سفارت آمریکا، در منطقه سبز بغداد، تجمع کردند و علیه حمله هوایی آمریکا به حشدالشعبی اعتراض کردند. معترضان به آمریکا، بخش‌هایی از دیوار این سفارت را آتش زدند، تابلوی سفارت را کندند و پرچم‌های گردان‌های حزب‌الله عراق را بالای سفارت بردند. گفته‌شده به سوی این تجمع‌کنندگان گاز اشک‌آور زده‌شده و ۱۰تن در درگیری‌ها زخمی‌شده‌اند. در میان تجمع‌کنندگان، چهره‌های سرشناس حشدالشعبی و دیگر گروه‌های سیاسی- نظامی مخالف آمریکا مثل ابومهدی مهندس، هادی العامری، قیس خزعلی و فالح الفیاض حضور دارند. ترامپ، رئیس‌جمهوری آمریکا نیز توییت کرده است: «ایران پیمان‌کار آمریکایی در عراق را کُشت و چند نفر را زخمی کرد. ما پاسخ محکمی دادیم و بازهم خواهیم‌داد. حالا ایران یک حمله به سفارت واشینگتن در بغداد را هماهنگ کرده است. آن‌ها کاملاً مسوول هستند. از عراق می‌خواهیم از نیروی نظامی‌اش برای پاس‌بانی از سفارت‌مان در بغداد بهره بگیرد.»[۱۲۴]

### خروج آمریکا از برجام
دونالد ترامپ که در زمان رقابت‌های انتخاباتی بارها وعدهٔ خروج از برجام را داده بود، پس از سه بار فرصت به تیم دیپلماسی خود برای اصلاح برجام، بالاخره در ۸ مه ۲۰۱۸ (۱۸ اردیبهشت ۱۳۹۷) به‌طور یکجانبه از این توافقنامه خارج شد. بدین ترتیب تمام تحریم‌هایی که آمریکا طبق پیوست دوم برجام موظف به تعلیق آن‌ها شده بود دوباره برقرار شدند.

#### تحریم‌ها بعد از خروج آمریکا از برجام
- آمریکا روز دوشنبه ۱۴ آبان ۱۳۹۷ (۵ نوامبر ۲۰۱۸) رسماً دور جدید تحریم‌های جمهوری اسلامی ایران را اعلام کرد، پمپئو وزیر دفاع آمریکا گفت: «تحریم در زمینه‌های انرژی، بانکی، حمل و نقل و صنایع کشتی سازی می‌باشد. از زمان روی کار آمدن دولت ترامپ، ما دست به ۱۹ دور تحریم زده‌ایم که ۱۶۸ نهاد ایران را مورد هدف قرار داده‌اند. رژیم ایران میلیاردها دلار را از طریق بخش بانکی خود صرف سپاه پاسداران نموده است. تحریم‌های امروز ۵۰ بانک ایران، به‌علاوه فروع خارجی و داخلی وابسته به آنها را که همگام با حمایت رژیم ایران از تروریسم بین‌المللی و گسترش سلاحهای کشتار جمعی یا برآوردن زمینه‌های نقض حقوق بشر عمل می‌کنند، در بر می‌گیرند.» استیون منوچین وزیر خزانه داری آمریکا نیز گفت: «از امروز صبح ما تحریم‌های کامل خود را علیه رژیم ایران آغاز می‌کنیم. این بخشی از ماکزیمم فشار اقتصادی بی‌سابقه‌ای است که ایالات متحده علیه بزرگ‌ترین کشور حامی تروریسم در جهان به راه انداخته است. تحریم‌های امروز بیش از ۷۰۰ نفر، مؤسسه، هواپیما و صنایع موشکی را شامل می‌شود، که در جای خود بخشی از بزرگ‌ترین اقداماتی است که وزارت خزانه‌داری در یک روز علیه ایران انجام داده است. بیش از ۳۰۰ مورد تحریم‌ها، اهداف جدیدی را در بر می‌گیرند، علاوه براین ۱۰۰ مورد دیگر نیز آنهایی هستند که قبلاً در لیست تحریمها بودند و بخاطر برجام از لیست خارج شده بودند و اکنون مجدداً در لیست قرار می‌گیرند. این تحریم‌های بسیار قدرتمند، همچنین سیستم بانکی، انرژی و کشتیرانی ایران را مستقیماً هدف قرار می‌دهد… اقدامات امروز ما همچنین شناسایی ۴۰۰ مورد، از جمله ۲۰۰ فرد و کشتی، در بخش انرژی و کشتیرانی ایران، ایران ایر، هواپیمایی ملی ایران، بیش از ۶۵ هواپیما و شناسایی حدود ۲۵۰ نفر در ارتباط با دارایی‌های بلوکه شده که در لیست ویژه ملی قرار دارند و سازمان انرژی اتمی ایران را در بر می‌گیرند. کشورهای چین، هند، ایتالیا، یونان، ژاپن، کره جنوبی، تایوان و ترکیه از معافیت موقت تحریم نفتی برخوردارند، و ایران از پول فروش نفت فقط برای داد و ستدهای انسان دوستانه و خرید کالاهایی که به‌طور دوجانبه تحت تحریم نباشند می‌تواند استفاده کند. رهبران ایران باید فوراً حمایت خود از تروریسم را متوقف کرده و به فعالیت‌های مخرب خود در منطقه پایان دهند. آنها اگر خواهان برداشتن تحریم‌ها هستند، بایستی تولید موشکهای بالستیک و مطامع هسته‌ای خود را خاتمه دهند.»[۱۲۶]
- شبکه بانکی سوئیفت، ستون فقرات برای تبادلات مالی جهان، روز دوشنبه ۱۴ آبان ۱۳۹۷ گفت که خدمات بانکی خود را به چندین بانک ایران، بعد از اینکه آمریکا تحریم‌های اتمی علیه تهران را تجدید کرد به حالت تعلیق درآورده است.[۱۲۷]
- شرکت امریکن اینترنشنال گروپ از فعالیت‌های تجاری خود در ایران که بایک شرکت تابعه به دست آورده بود خارج می‌شود، همچنین روز ۲ نوامبر۲۰۱۸، شرکت والیدوس هولدینگ یک شرکت بیمه در برمودا که شرکت امریکن اینترنشنال گروپ آن را به ارزش ۵٫۵۶ میلیارد دلار در ماه ژوئیه به دست آورده بود، پوشش بیمه خود را که برای شرکت‌های کشتیرانی که محموله‌ها به ایران و از ایران را تأمین می‌کردند کاهش داده است.[۱۲۸]

در اواخر ژوئیه ۲۰۱۸ دونالد ترامپ رئیس‌جمهور آمریکا گفت که مایل است در هر زمان و بدون پیش شرط با رهبران ایران دربارهٔ بهبود روابط دو کشور بعد از خروج آمریکا از برجام مذاکره کند. اما ساعاتی بعد مایک پمپئو وزیر خارجه ایالات متحده ضمن مخالفت با نظر ترامپ شروطی را برای مذاکره با ایران مطرح کرد. او دو ماه پیش از این نیز در ۲۱ مه ۲۰۱۸ (۳۱ اردیبهشت ۱۳۹۷) در یک سخنرانی در بنیاد هریتج شروط دوازده‌گانه‌ای را برای مذاکره با ایران بر سر یک توافق جدید، تعیین کرده بود:
1. ایران باید کلیه جزئیات ابعاد نظامی برنامه پیشین هسته‌ای خود را به آژانس بین‌المللی انرژی اتمی اعلام کند.
2. ایران باید غنی‌سازی اورانیوم را متوقف کند و هرگز به دنبال فرآوری تولید پلوتونیم نرود؛ این شامل بستن رآکتور آب سنگین نیز می‌شود.
3. ایران باید به بازرسان آژانس بین‌المللی انرژی اتمی اجازه بازرسی بدون محدودیت از همه مراکز و تأسیسات را در سراسر کشور بدهد.
4. توسعه برنامه موشکی بالیستیک ایران باید متوقف شود و پرتاب سامانه‌های موشکی جدید با قابلیت حمل سلاح هسته‌ای، دیگر انجام نشود.
5. همه شهروندان آمریکا و همچنین شهروندان دیگر کشورهای دوست و متحد ما، که به اتهامات ساختگی در ایران زندانی هستند، باید آزاد شوند.
6. ایران باید از حمایت از گروه‌های تروریستی در منطقه خاورمیانه – از جمله حزب‌الله لبنان، حماس و گروه فلسطینی جهاد اسلامی – دست بردارد.
7. ایران باید حاکمیت دولت عراق را به رسمیت شناخته و اجازه دهد شبه نظامیان شیعه آن کشور خلع سلاح و منحل شود و دوباره آن‌ها را بسیج نکند.
8. ایران باید از حمایت نظامی از شبه نظامیان شیعه حوثی دست بردارد و به سمت دست یافتن به یک راه حل سیاسی مسالمت آمیز در یمن گام بردارد.
9. کلیه نیروهای نظامی تحت امر ایران در سراسر سوریه باید از آن کشور خارج شوند.
10. ایران باید به حمایت از طالبان و دیگر گروه‌های تروریستی در افغانستان و منطقه، و پناه دادن به رهبران ارشد القاعده پایان دهد.
11. حمایت نیروی قدس سپاه پاسداران انقلاب اسلامی از تروریسم و متحدان شبه نظامی اش در سراسر جهان باید متوقف شود.
12. ایران همچنین باید به رفتار تهدیدآمیز در برابر همسایگانش – که بسیاری از آن‌ها متحدان آمریکا هستند – پایان دهد، از جمله تهدید اسرائیل به نابودی و پرتاب موشک به عربستان سعودی و امارات متحده عربی. این شامل تهدید کشتیرانی بین‌المللی و عملیات خرابکارانه سایبری نیز می‌شود.[۱۳۳]

سید علی خامنه‌ای رهبر ایران در واکنش به سیاست جدید آمریکا علیه ایران در دیداری در روز سه شنبه ۲۳ مرداد ۱۳۹۷ هرگونه مذاکره مستقیم با آمریکا را ممنوع اعلام کرده و با اشاره به تجربه برجام به عنوان نمونه‌ای واضح از تاکتیک‌های آمریکا در مذاکره، بیان داشت: «آمریکا در مذاکره وعده‌های قرص و محکم می‌دهد… ولی قضیه که تمام شد و کارش گذشت، زیر همین وعده‌هایش می‌زند». او همچنین با «متقلب و زورگو خواندن» آمریکا واردشدن به مذاکره با این کشور را «ابزاری برای فشار بر ایران» خواند و اعلام کرد «با این دولت نمی‌شود مذاکره کرد.» خامنه‌ای افزود که ایران تنها زمانی وارد مذاکره خواهد شد که به سطح مطلوبی از اقتدار سیاسی، اقتصادی و فرهنگی که در نظر گرفته دست یابد، اما در حال حاضر «مذاکرات با آمریکا زیان‌آور و ممنوع است.» وی گفت که اگر هم فرضاً قرار بود ایران با ایالات متحده مذاکره کند، با این دولت کنونی آمریکا هرگز مذاکره نمی‌کرد.
رابرت سی. اوبراین مشاور امنیت ملی کاخ سفید در ۴ آبان ۱۳۹۹ اعلام کرد: یکی از مشکلاتی که ما با ایران و روسیه داریم این است که اکنون آنقدر تحریم علیه این کشورها اعمال کرده‌ایم که فرصت و امکان بسیار کمی برای انجام هر کار دیگر و اعمال تحریم جدید را داریم.

### تشکیل گروه اقدام ایران
در تاریخ شانزدهم اوت ۲۰۱۸ برابر با ۲۵ مردادماه ۱۳۹۷ این کارگروه ویژه توسط وزارت امور خارجه ایالات متحده آمریکا تشکیل و برایان هوک توسط مایک پمپئو، وزیر امور خارجه آمریکا به ریاست این کارگروه انتخاب شد. این گروه اقدامات وزارت امور خارجه آمریکا علیه ایران را هماهنگ خواهد کرد.

### تبادل زندانیان
وزیر امور خارجه ایران، محمد جواد ظریف در اکتبر سال ۱۳۹۷ امکان مبادله زندانیان با دولت ایالات متحده را پیشنهاد داد. از تاریخ ۸ اردیبهشت ۱۳۹۸، این پیشنهاد بدون پاسخ دولت آمریکا باقی مانده است. ظریف در جریان مصاحبه با سی بی اس نیوز در مورد مبادله پیشنهادی زندانیان بین ایران و آمریکا صحبت کرد و افزود که دولت آمریکا قبل از هرگونه مذاکره باید جدیت خود را اثبات کند.
با گذشت سالها، ایران و ایالات متحده به دلایل متعددی شهروندان یکدیگر را دستگیر کرده‌اند. به عنوان مثال، ایران به اتهام جاسوسی و براندازی آمریکایی‌ها را بازداشت کرده است و ایالات متحده ایرانیان دو تابعیتی را به دلیل نقض تحریم‌های آمریکا علیه ایران در ایالات متحده یا کشورهای دیگر بازداشت کرده است. مقامات ایرانی پیش از این اظهار داشتند که تعداد زندانیان ایرانی در آمریکا حداقل دوازده یا بیشتر است.
دست کم چهار شهروند آمریکایی در ایران بازداشت شده‌اند. جاسوسی یا براندازی معمول‌ترین دلیل دستگیری شهروندان آمریکایی در ایران است. همچنین، ایالات متحده ایرانیان یا دو تابعیتی‌ها را در ایالات متحده یا کشورهای دیگر دستگیر کرده و آنها را به نقض تحریم‌های آمریکایی متهم کرده است. مقامات ایرانی پیش از این اظهار داشتند که تعداد زندانیان ایرانی در آمریکا حداقل دوازده نفر یا بیشتر است.
سخنگوی وزارت امور خارجه به آژانس خبری هیل گفت: "ما از ایران می‌خواهیم که همه زندانیان آمریکایی، از جمله Xiyue Wang، رابرت لوینسون، سیامک نمازی را آزاد کند.
ظریف گفت که او مایل است نازنین زاغری انگلیسی-ایرانی که از سال ۲۰۱۶ در ایران بازداشت شده است را با یک زن ایرانی که به مدت ۳ سال در استرالیا به درخواست استرداد آمریکا بازداشت شده است، تعویض کند. نگار قدس کنی در استرالیا اسیر شد و فرزندی را در زندان به دنیا آورد. ایران در زندان ایالات متحده افرادی با بیماری‌های قلبی یا افرادی که مبتلا به سرطان لاعلاج هستند، دارد.
ظریف اظهار داشت، بیایید زندانیان بی گناه را مبادله کنیم و به آنها کمک کنیم تا به خانه برگردند. ایالات متحده نمی‌تواند هنگام شروع مذاکره دربارهٔ زندانیان با ایران، عملکرد اخلاقی داشته باشد. ایران قبلاً نامه ای از رابرت اوبراین، فرستاده ویژه آمریکا در امور گروگانگیری دریافت کرده بود که در آن خواستار آزادی زندانیان آنها شد، اما این درخواست به دلیل درجه پایین دیپلماتیک اوبراین در آن زمان، رد شد.
براساس آژانس خبری رویترز، ظریف به رویترز گفته بود که او در حال پیشنهاد «گفتگوی جدی» به ایالات متحده برای امکاند مبادله زندانیان است. وی گفت، ایران شش ماه پیش پیشنهاد امکان مبادله زندانیان را به ایالات متحده ارائه داده است، اما هنوز هیچ پاسخی دریافت نکرده است.
ظریف گفت: "ایرانی‌های بسیاری با اتهامات ساختگی در ایالات متحده بازداشت شده‌اند، همچنین ایالات متحده همین ادعای را در مورد زندانیانش در ایران تکرار کرده است. پیشنهاد مبادله من مربوط به همه زندانیانی است که به دستور آمریکا در ایالات متحده یا سایر نقاط جهان بازداشت شده‌اند، می‌شود. اجازه دهید تا تبادل زندانی داشته باشیم. من آمادگی و اختیار انجام این کار را دارم "
ظریف در مصاحبه با مارگارت برنان، روزنامه‌نگار آژانس خبری سی بی اس، گفت، پیش از مذاکره مبادله زندانیان بین ایران و ایالات متحده، ایالات متحده باید ثابت کند که در آن جدی است زیرا این آنها هستند که نیاز به اثبات کردن دارند. وقتی برنان از ظریف پرسید که چگونه ایران جدیت خود را نشان می‌دهد و آیا ایران آماده شده است که پنج آمریکایی را که در ایران زندانی هستند، آزاد کند، ظریف گفت، ایران هرگز نیازی به نشان دادن جدیت خود ندارد زیرا آنها با اجرای توافق هسته ای جدیت خود را نشان داده‌اند. ایالات متحده نشان داده است که وقتی آنها در مورد چیزی صحبت می‌کنند فقط تمایل خود را نشان می‌دهند اما پس از آن تصمیم خواهند می‌گیرند که آیا می‌خواهند به آن پایبند باشند یا خیر.
این نخستین باری است که ظریف پس از ریاست جمهوری ترامپ و بدتر شدن روابط بین دو کشور از سال ۲۰۱۶ به‌طور علنی پیشنهادی را به دولت آمریکا ارائه داده است. به گزارش خبرگزاری تایم، اگر یک تبادل زندانی جدید رخ دهد، می‌تواند نمونه سال ۲۰۱۶ را دنبال کند، که در آن ۴ زندانی دو تابعیتی از جمله جیسون رضاییان، رئیس دفتر واشینگتن پست ایران، به عنوان بخشی از مبادله بین چندین کشور از جمله ایالات متحده، با هفت ایرانی که به اتهام دور زدن تحریم‌ها در آمریکا زندانی شده‌اند. آزاد کند.
سخنگوی وزارت امور خارجه به آژانس خبری هیل گفت، اگر دولت ایران واقعاً جدی است، بنابراین "افراد بی گناه آمریکایی را آزاد کند. اگرچه دو کشور دربارهٔ مسائل کنسولی بوده‌اند، اما بعد از آن ایرانیان زندانیان آمریکایی را آزاد کردند، ما برای آزادی ایرانیانی که جرم آنها نقض قوانین تحریم‌های آمریکا علیه ایران بوده است تلاش خواهیم کرد کار خواهیم کرد.
جاناتان فرانکس سخنگوی خانواده مایکل آر. وایت گفت که اطلاعات کافی برای اظهار نظر دربارهٔ پیشنهاد وزیر امور خارجه ایران، ظریف وجود ندارد اما ما در ایالات فکر خواهیم کرد که گامی منطقی را انتخاب کنیم که باعث آزادی مایکل شود."
بستگان رابرت لوینسون، که ایران هرگز مسئولیت ناپدید شدن رابرت لوینسون را نپذیرفتند، در پاسخ به پیشنهاد ظریف گفتند: «ما دوست داریم پدرمان را بعد از ۱۲ سال در خانه ببینیم و امیدواریم که هر یک از طرفها به ما کمک کنند. هیچ‌کس نمی‌داند پدر ما کجاست، لطفاً اجازه دهید این مسئله را برای همیشه حل شود»
در عصر ۱۶ آذر ۱۳۹۸ «وانگ» آمریکایی که به جرم جاسوسی در ایران زندان شده بود، با «سلیمانی» دانشمند ایرانی متهم به دور زدن تحریمهای آمریکا مبادله شدند.رئیس‌جمهور آمریکا ذر واکنش به آزادی ژیائو وانگ در قبال مسعود سلیمانی، از جمهوری اسلامی به دلیل «مذاکرات منصفانه» تشکر کرد. دونالد ترامپ در توئیتر خود نوشت: «در دولت اوباما بازداشت شد (علیرغم هدیه ۱۵۰ میلیارد دلاری)، در دولت ترامپ بازگشت. از ایران برای این مذاکره خیلی منصفانه سپاسگذارم. دیدید ما می‌توانیم با هم به توافق برسیم.» نشریه آمریکایی «نیویورکر»، شیوه دادوستد اخیر زندانیان میان آمریکا و ایران را در گزارشی مفصل توضیح داده است. بنابر این گزارش، جیسون پابلت، وکیل ژیو وانگ، زندانی آمریکایی آزادشده از اوین، پس از آن که از دولت آمریکا دربارهٔ آزادی وانگ ناامید شد، به کانال‌های غیررسمی روی آورده. این نشریه برکناری «جان بولتون» از سمتش به عنوان مشاور امنیت ملی دولت آمریکا را یک گشایش در مسیر گفتگوها خوانده و نوشته است که با روی کار آمدن «رابرت اوبریان» که پیشتر نماینده آمریکا در امور اتباع زندانی در خارج از آمریکا بود، علاقه کاخ سفید به مشارکت در روند مبادله زندانیان افزایش یافت. ریچاردسون می‌گوید او با اوبرایان همکاری نزدیکی داشته استیچاردسون و اسلتری، در سازمان ملل، با ظریف دیدار و توافق کردند۲۰ آذر در دادگاهی مسعود سلیمانی اتهام‌های‌اش را بپذیرد و در ازای آن، دوران بازداشت‌اش، به‌عنوان دوران محکومیت‌اش پذیرفته شود.
ایران هم پذیرفت پس‌از آزادی سلیمانی، وانگ را به سفارت سوئیس در تهران بدهد. اما دولت آمریکا در کاری غافل‌گیرکننده، ناگهان همه اتهام‌های سلیمانی را لغو کرد. ریچاردسون دلیل این کار را روحیه ترامپ و دولت او می‌داند که می‌خواهند اعتبار هر کاری را برای خویشتن سکه بزنند. این رخداد اولین تبادل رسمی زندانیان میان تهران و واشینگتن از زمان روی کار آمدن «دونالد ترامپ» رئیس‌جمهور آمریکا به‌شمار می‌آید
همچنین سخنگوی دستگاه دیپلماسی دربارهٔ بحث تبادل زندانی در ۲۴ آذر ماه در موضعی رسمی اعلام کرد: «: ما در بحث گروگان‌هایی که در خارج از کشور از جمله آمریکا داریم اعلام کردیم و وزیر خارجه هم به صراحت گفت توپ در زمین آمریکاست و حاضریم برای مسائل انسانی و به صورت کلی این افراد را مبادله کنیم. جرایم زندانیان اینها مشخص است اکثراً جرایم جاسوسی و امنیتی دارند و زندانیان ما که از دیدگاه ما گروگان تلقی می‌شوند به اتهامات واهی گرفتار هستند و امیدواریم اگر زمینه‌ای خواست ایجاد شود و کشورهایی مثل سوئیس قدم پیش بگذارند ممکن است مجدداً به مبادله اقدام کنیم بدون اینکه با آمریکایی‌ها صحبتی شود.»

#### محکومیت ایران به گروگانگیری لوینسون در آمریکا
قاضی دادگاه فدرال آمریکا در شهر واشینگتن روز دوشنبه ۹ مارس ۲۰۲۰ با صدور حکم غیابی رژیم جمهوری اسلامی را به ربودن و گروگانگیری رابرت (باب) لوینسون، کارمند بازنشسته بخش مبارزه با جرائم سازمان یافته پلیس فدرال آمریکا (اف‌بی‌آی) که در سال ۲۰۰۷ برای تحقیق دربارهٔ قاچاق سیگار به جزیره کیش سفر کرده بود، متهم کرد. در حکم آمده است: «بنا بر شواهدی که خانواده لوینسون به همراه متن شکوائیه‌شان ارائه داده و در جلسه استماع نیز مطرح کرده‌اند، دادگاه نتیجه می‌گیرد که به احتمال زیاد حکومت ایران طی مدتی که [باب] لوینسون را به گروگان گرفته، او را شکنجه کرده است.»برایان هوک نماینده ویژه وزارت خارجه آمریکا در امور ایران، گفت: ما از رژیم ایران می‌خواهیم که بدون تلف کردن یک سال دیگر، باب را به کشور خود و نزد خانواده اش بازگرداند.

### تحریم‌ها پس از اعتراضات آبان‌ماه ۱۳۹۸
- روز ۲۸ دی ۱۳۹۸ وزارت خارجه آمریکا حسن شاهوارپور فرمانده قرارگاه ولی عصر سپاه پاسداران در استان خوزستان را به دلیل نقض عمده حقوق بشر در برخورد با معترضین آبان‌ماه تحت تحریم قرار داد.[۱۵۷]

### حمله هوایی ۲۰۲۰ به فرودگاه بین‌المللی بغداد و ترور قاسم سلیمانی
حدود ساعت ۱ بامداد جمعه ۱۳ دی ۱۳۹۸ (۳ ژانویه۲۰۲۰)، در حمله هوایی آمریکا به دو خودرو در نزدیک فرودگاه بین‌المللی بغداد، قاسم سلیمانی و ابومهدی مهندس و ۱۰ نفر از همراهان آنان به قتل رسیدند. در نخستین ساعات بامدادی گفته شد یک راکت به منطقه باربری فرودگاه بغداد اصابت کرده و دو خودرو آسیب دیده و چند نفر زخمی شدند. ساعاتی پس از آن گروه حشد شعبی شبه نظامیان نزدیک به جمهوری اسلامی از کشته شدن یک مقام ارشد خود به همراه دو میهمان مهم خبر دادند. دقایقی بعد تلویزیون دولتی عراق اعلام کرد که یکی از کشته‌شدگان این حمله هوایی قاسم سلیمانی، فرمانده نیروی قدس سپاه پاسداران بوده است.
در ۱۵ دی ۱۳۹۸ (۵ ژانویه ۲۰۲۰)، دونالد ترامپ، رئیس‌جمهور ایالات متحده در توییتر اعلام کرد که در صورت انتقام‌گیری دولت ایران در پی ترور قاسم سلیمانی، او به ۵۲ هدف از جمله مراکز فرهنگی ایران حمله خواهد کرد. بر طبق قطعنامه ۲۳۴۷ سازمان ملل متحد ضربه به مراکز باستانی و فرهنگی کشورها، جنایت جنگی محسوب می‌شود. البته منظور ترامپ از حمله به مراکز فرهنگی بیش تر روی حوزه‌های علمیه مراکز مذهبی و… بود که موجب سو ظن شده بود.
به دنبال انتقادات بین‌المللی از این اظهارات ترامپ، در ۱۶ دی ۱۳۹۸ (۶ ژانویه ۲۰۲۰) وی مجدداً تهدید خود را در توییتر تکرار کرد و گفت: آنها مجاز به کشتن مردم ما هستند. آنها مجاز هستند که مردم ما را شکنجه کرده و مورد آزار و اذیت قرار دهند. آنها مجاز به استفاده از بمب‌های کنار جاده‌ای و منفجر کردن مردم ما هستند اما ما اجازه نداریم مراکز فرهنگی آنها را لمس کنیم؟ نه اینطور نمی‌شود!

#### حمله ایران به پایگاه‌های نظامی آمریکا در عراق
در ساعات اولیه ۱۸ دی ۱۳۹۸ ایران با شلیک ده‌ها موشک بالستیک از کرمانشاه به سمت پایگاه عین‌الاسد آمریکا واقع در استان الانبار عراق آغاز شد. جمهوری اسلامی ایران با این حمله به عملی نمودن تهدیدهای خود مبنی بر انتقام خون قاسم سلیمانی اقدام نمود.
سپاه پاسداران انقلاب اسلامی همچنین از حمله موشکی به پایگاه نظامی التاجی آمریکا در نزدیکی فرودگاه اربیل در منطقه کردستان عراق خبر داد.

### مصادره محموله موشکی و نفتی ایران
دادگستری آمریکا روز پنجشنبه ۲۹ اکتبر ۲۰۲۰ ایجاد پرونده شکایت برای توقیف دو محموله موشکهای ایرانی را اعلام کرد، این موشک‌ها وقتی در حال انتقال از سپاه پاسداران به گروه شبه نظامی در یمن بود، توسط نیروی دریایی آمریکا توقیف شد. این توقیف همچنین شامل محموله ۱٫۱ میلیون بشکه نفت است که ایران به مقصد ونزوئلا می‌فرستاد، این بزرگ‌ترین محموله است که دولت آمریکا تا کنون مصادره کرده است.

## دولت جو بایدن
جو بایدن هنگام مبارزات انتخاباتی ریاست جمهوری از تصمیم ترامپ برای خروج از برجام انتقاد کرد و این کار را باعث منزوی شدن آمریکا، و نه ایران، دانست. او گفت راه متقاعدکننده‌ای برای دیپلماسی در برابر ایران قرار خواهد داد، و اگر ایران به پایبندی به برجام برگردد، آمریکا نیز به عنوان نقطه شروع گفتگوهای بعدی به این توافق برخواهد گشت. بازگشت آمریکا به برجام یکی از اولویت‌های سیاست خارجی بایدن و تیمش پس از رسیدن به قدرت بوده است. در خرداد ۱۴۰۰، سید ابراهیم رئیسی به ریاست جمهوری ایران انتخاب شد و مقامات آمریکایی اصرار کردند که انتخاب او چشم‌انداز احیای برجام را تحت تأثیر قرار نخواهد داد.

### مصادره محموله نفتی
وزارت دادگستری آمریکا پس از ۱۹ ماه تأیید کرد که نفتکش حامل نفت ایران با نام «سوئز راجان» را که حامل ۹۸۰ هزار بشکه نفت خام بود، توقیف کرده است.

## دولت دوم دونالد ترامپ
در دولت دوم دونالد ترامپ، سیاست فشار حداکثری علیه ایران با هدف وادار کردن جمهوری اسلامی به مذاکره درباره برنامه هسته‌ای و تغییر سیاست‌های منطقه‌ای دنبال شد. این سیاست شامل تشدید تحریم‌ها، به‌ویژه در حوزه صادرات نفت ایران، بود. بر اساس گزارش‌ها، دولت ترامپ قصد داشت صادرات نفت ایران را به شدت کاهش داده و منابع درآمدی جمهوری اسلامی را محدود کند.‌ مقامات ایرانی پیش از این، احتمال از سرگیری مذاکرات تحت فشار را رد کرده بودند و عباس عراقچی، وزیر امور خارجه ایران نیز در بیانیه‌ای که اوایل این هفته در توییتر منتشر شد، هشدار داد که تکرار سیاست «فشار حداکثری» مانند دوره اول ریاست جمهوری ترامپ شکست خواهد خورد. فایننشال تایمز در این گزارش به خطرات امنیتیِ بدتر شدن روابط ایران و آمریکا نیز پرداخته و به تهدیدهای مداوم علیه ترامپ و دیگر مقامات سابق آمریکا پس از ترور قاسم سلیمانی در سال ۲۰۲۰ اشاره کرده است.
دونالد ترامپ، رئیس‌جمهور آمریکا، اعلام کرد که نامه‌ای به رهبر ایران، سید علی خامنه‌ای، ارسال کرده و در آن خواستار مذاکره درباره برنامه هسته‌ای ایران شده است. ترامپ اظهار داشت که امیدوار است مقام‌های جمهوری اسلامی با این پیشنهاد موافقت کنند و تأکید کرد که این مذاکره برای ایران بهتر خواهد بود. او همچنین هشدار داد که اگر ایران به مذاکره نپردازد، آمریکا مجبور به انجام اقداماتی خواهد شد تا مانع از دستیابی ایران به سلاح هسته‌ای شود. این در حالی است که رهبر ایران پیش از این، هرگونه مذاکره با دولت ترامپ را رد کرده و آن را شرافتمندانه ندانسته است.
روز ۱۵ مارس ترامپ به ایران هشدار داد که باید فوراً حمایت از این حوثی‌ها را متوقف کند. وی گفت اگر ایران آمریکا را تهدید کند، آمریکا شما را به‌طور کامل پاسخگو خواهد کرد. روز ۱۸ مارس دونالد ترامپ اقدامات حوثی‌ها را به ایران مرتبط دانست و به ایران هشدار داد که با عواقب بیشتری مواجه خواهد شد. ترامپ گفت حملات حوثی‌ها از ایران سرچشمه می‌گیرد، ایران هر حرکتی را دیکته می‌کند، به حوثی‌ها تسلیحات، پول و تجهیزات پیشرفته و حتی اطلاعات می‌دهد.
در ۱ تیر ۱۴۰۴ (۲۲ ژوئن ۲۰۲۵)، دونالد ترامپ، رئیس‌جمهور ایالات متحده آمریکا اعلام کرد که نیروی هوایی و نیروی دریایی ایالات متحده به چندین تأسیسات هسته‌ای در ایران حمله کرده‌اند، از جمله تأسیسات هسته‌ای فردو، تأسیسات هسته‌ای نطنز و یک مکان نامشخص در اصفهان، با استفاده از بیش از یک دوجین بمب جی‌بی‌یو-۵۷ای/بی ماپ (GBU-57A/B MOP) سی هزار پوندی که توسط بمب‌افکن‌های رادارگریز نورثروپ بی-۲ اسپیریت حمل شده‌اند، و همچنین موشک‌های تاماهاوک پرتاب شده از زیردریاییها. این تأسیسات هسته‌ای جزو مهم‌ترین مراکز غنی‌سازی اورانیوم ایران هستند. سه مقام ایرانی اظهار داشتند که «معتقدند» نطنز و فردو حدود ساعت ۲:۳۰ بامداد به وقت محلی مورد اصابت قرار گرفته‌اند. ترامپ ادعا کرد که «فردو از بین رفته است.»
رئیس‌جمهور دونالد ترامپ، در واکنش تندی به رهبر جمهوری اسلامی ایران، که در طی آن، آیت‌الله علی خامنه‌ای، اعلام "پیروزی" بر اسرائیل و همچنین بر ایالات متحده کرده بود، پاسخ داد. خامنه‌ای همچنین تهدید کرده بود که پایگاه‌های نظامی بیشتری از آمریکا را مورد هدف قرار خواهد داد. این موضوع، به تنش‌های فزاینده میان دو کشور، بیشتر دامن زد. ترامپ در یک کنفرانس مطبوعاتی در کاخ سفید، رهبر ایران را مستقیماً خطاب قرار داد و گفت: "ببین، تو مردی با یک ایمان عمیق هستی. مردی که در کشورت احترام زیادی داری. تو باید حقیقت را بگویی. تو حسابی شکست خوردی".

وقتی از ترامپ پرسیده شد که آیا آمریکا در صورت دریافت اطلاعاتی درباره غنی‌سازی اورانیوم در یک معیار خطرناک توسط ایران، احتمال بمباران دوباره ایران را بررسی می‌کند یا نه، پاسخ داد: "قطعاً، بدون شک و حتی صددرصد". او همچنین به گزارش‌های اسرائیل اشاره کرد که در طی آنها، اسرائیل ترور خامنه‌ای را پیشنهاد کرده بود، اما آمریکا نپذیرفته بود: "ما اجازه ندادیم که اسرائیل یا نیروهای مسلح ایالات متحده،". او در ادامه سخنانش، نقد تندی نسبت به وضعیت موجود ایران مطرح کرد: " من آرزو می‌کنم که رهبران ایران درک کنند که با مهربانی و ملایمت، خیلی بیشتر از سرسختی، به نتیجه می‌رسند، یعنی صلح!". وزیر امور خارجه ایران (عباس عراقچی) در پاسخ به ترامپ، اظهارات و لحن او را محکوم کرد و گفت: "اگر رئیس‌جمهور ترامپ، واقعاً به دنبال توافق است، باید لحن توهین‌آمیز و غیرقابل‌قبول خود را نسبت به رهبر جمهوری اسلامی ایران، حضرت آیت‌الله العظمی خامنه‌ای، کنار بگذارد و از آسیب رساندن به میلیون‌ها پیرو صمیمی او دست بردارد".

## روابط اقتصادی
میزان واردات کشور ایران از کشور آمریکا در سال ۱۳۹۳، سیصد برابر صادرات بوده است، نسبت واردات ایرانیان از کشور آمریکا به صادراتی که از ایران به آمریکا می‌شود بسیار بالا و در واقع میزان واردات شرکت‌های ایرانی از این کشور در سال ۱۳۹۳ هجری شمسی سیصد برابر صادرات به آن کشور بوده است، به‌این‌ترتیب که از سال ۱۳۹۰ تا ۱۳۹۳ ایران از ایالات متحده به میزان «۱۰۰ میلیون دلار»، «۱۳۲ میلیون دلار»، «۱۳۲ میلیون دلار» و «۱۵۴ میلیون دلار» کالا خریداری و وارد نموده است. آمریکا حتی در شش ماه نخست سال ۱۳۹۴ نیز سی و هفت میلیون دلار کالا به شرکت‌های ایرانی فروخت. اما لیست کالاهایی که از آمریکا به ایران واردشده در سال‌های مختلف متفاوت‌اند، درمجموع به‌طور کلی آمریکا از ایران کالاهایی مانند فرش و زعفران را می‌خرد و ایران از کشور آمریکا مسواک و نخ دندان واردات می‌کند، بر اساس فهرست صادرات ایران، مهم‌ترین کالاهایی که ایران به ایالات‌متحده صادر کرده فرش و میگو بوده است، این فهرست نشان می‌دهد که در شش‌ماهه نخست سال ۹۴ آمریکا بیست‌ودو تن میگو باارزش کمتر از صد هزار دلار، و همچنین ششصد و نوزده تن فرش نیز باارزش کمتر از دویست هزار دلار، از ایران خریداری کرده است. زعفران نیز ازجمله دیگر کالاهای صادراتیِ ایران است، اما آمریکا خرید زیادی از این محصول ایران نیز نداشته است و به‌عنوان‌مثال در نیمه نخست سال ۱۳۹۴ مجموعاً تنها «هفت کیلوگرم»، زعفران را در بسته‌بندی‌های ده گرمی و سی گرمی از ایران خریدنموده است، که این خرید نیز مجموعاً حدود هفت هزار دلار ارزآوری داشته است. اما مبلمان از دیگر کالاهایی است که از ایران به سمت آمریکا صادر می‌شود. به‌طوری‌که ایالات‌متحده آمریکا در نیمه نخست سال ۹۴ حدود پنجاه و چهار هزار دلار مبلمان و سی هزار و ششصد دلار اجزاء و قطعات مبلمان را از ایران خریده است.

## روابط فرهنگی

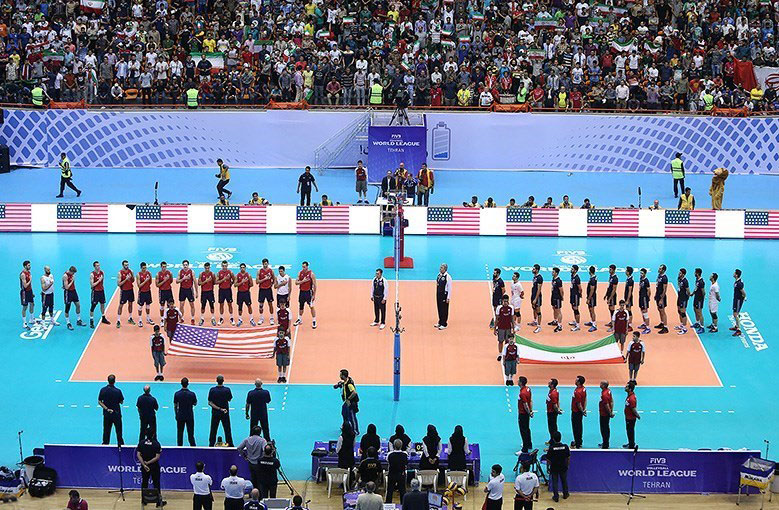
دیدار تیم‌های ملی والیبال ایران و آمریکا در ورزشگاه آزادی لیگ جهانی ۲۰۱۵

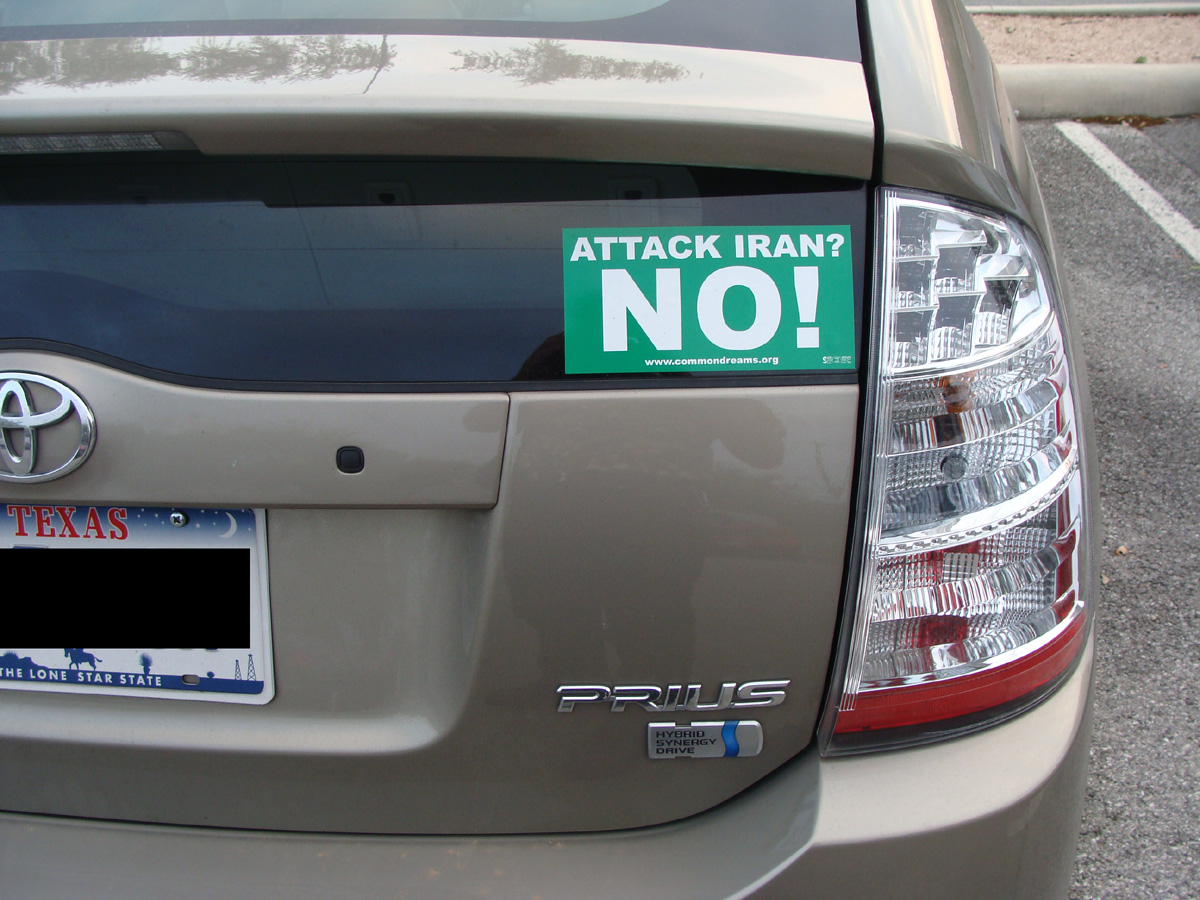
یک برچسب تبلیغاتی مخالف جنگ با ایران بر روی خودرویی در تگزاس. افراد زیادی مخالف هرگونه درگیری نظامی جدید آمریکا در منطقه خاورمیانه هستند.

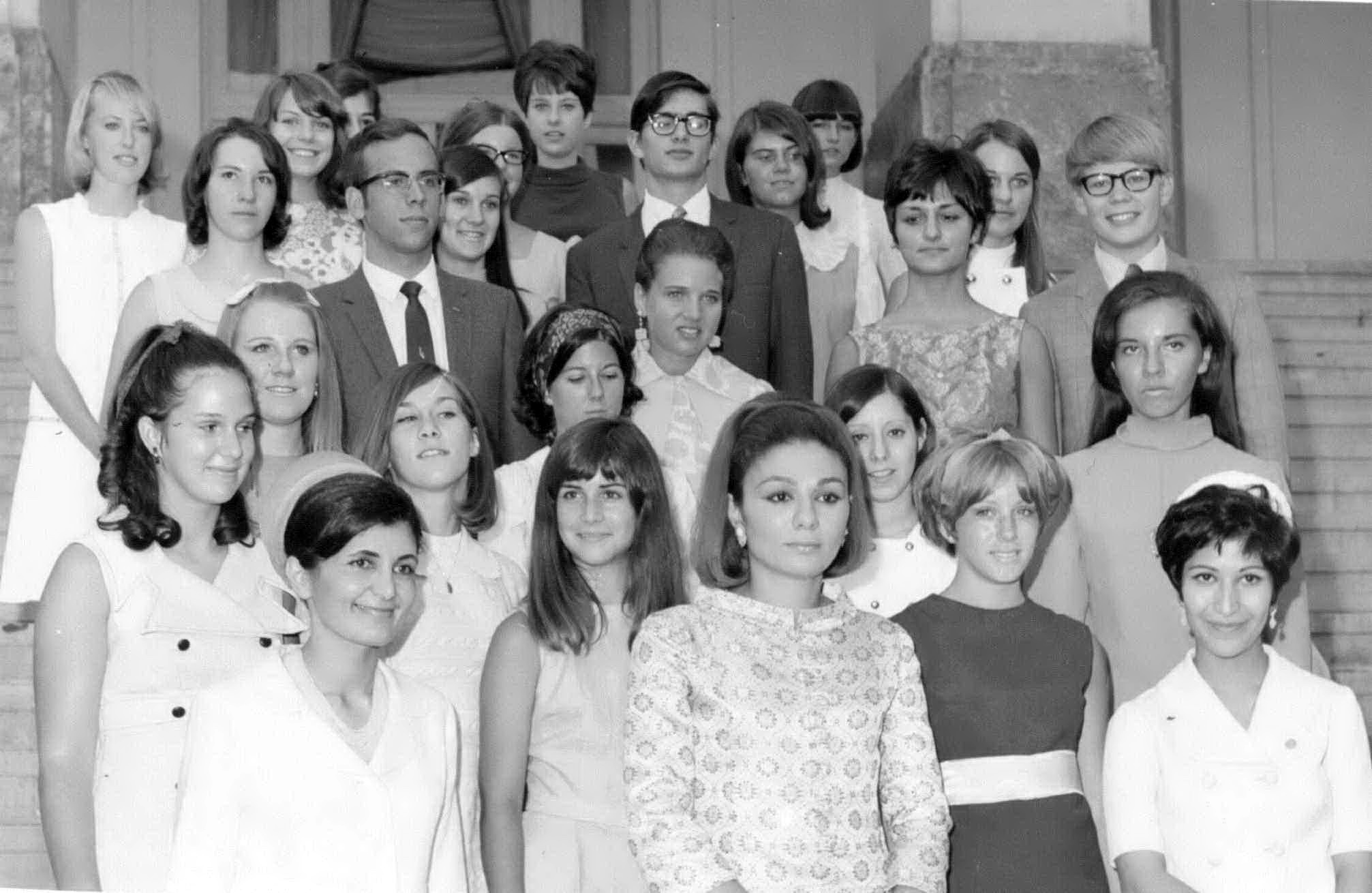
دانشجویان آمریکایی در ایران، ۱۹۶۹

روابط فرهنگی ایران و آمریکا در حیطه ورزش، آموزش عالی، و هنرها سابقه بلندی دارد، تا جایی که شهرهای تهران و لس آنجلس، شیراز و آستین شهرهای خواهر بوده‌اند. برخی فعالیت‌ها همانند فعالیت‌های انجمن ایران و آمریکا، کتابخانه آبراهام لینکلن، و در جستجوی زمینه مشترک، حالت سازمان یافته و نسبتاً دائمی داشتند، و برخی دیگر همانند نمایشگاه‌ها و همایش‌ها به صورت رویدادی و گذرا بودند. پژوهش‌ها نشان می‌دهند که ایرانی‌ها برعکس آمریکایی‌ها چندان به لحاظ فرهنگی به آمریکائیان بدبین نیستند.

## ایرانیان در آمریکا

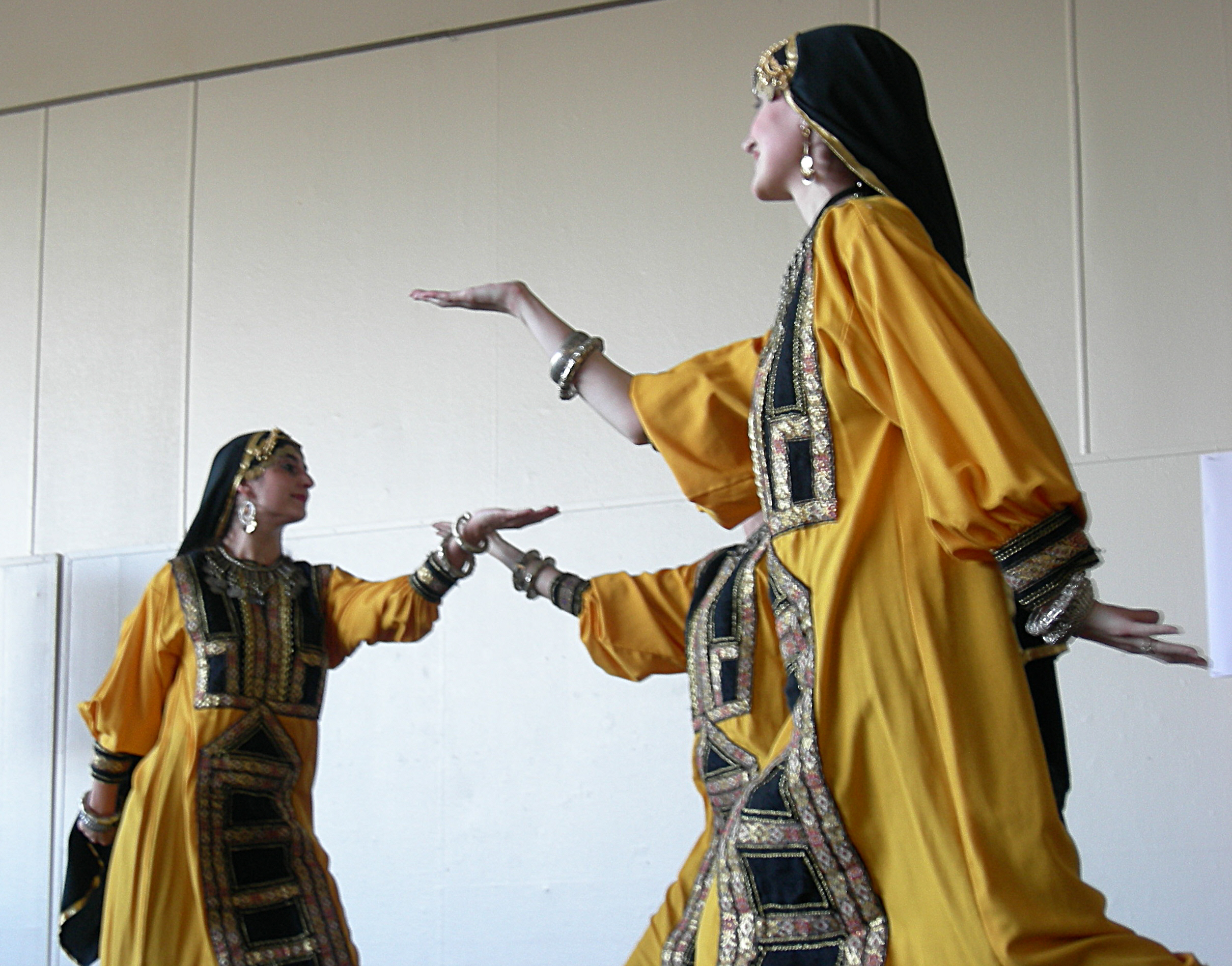
مراسم رقص و موسیقی در فستیوال فرهنگی Iranian American Community Alliance در ایالت واشینگتن

پس از انقلاب ایران و برقراری جمهوری اسلامی، ایرانیان زیادی کشور خود را ترک کرده و به کشورهای خارج مهاجرت نمودند، برخی به دلایل سیاسی و برخی به دلایل اقتصادی.
امروزه برخی محاسبات تعداد ایرانیان در خارج از ایران را بین ۲–۴ میلیون دانسته‌اند. برخی منابع این ارقام را بالاتر نیز دانسته‌اند. از این گروه، بیشترین تعداد را مهاجران ایران به آمریکا تشکیل داده‌اند.